# 人魚

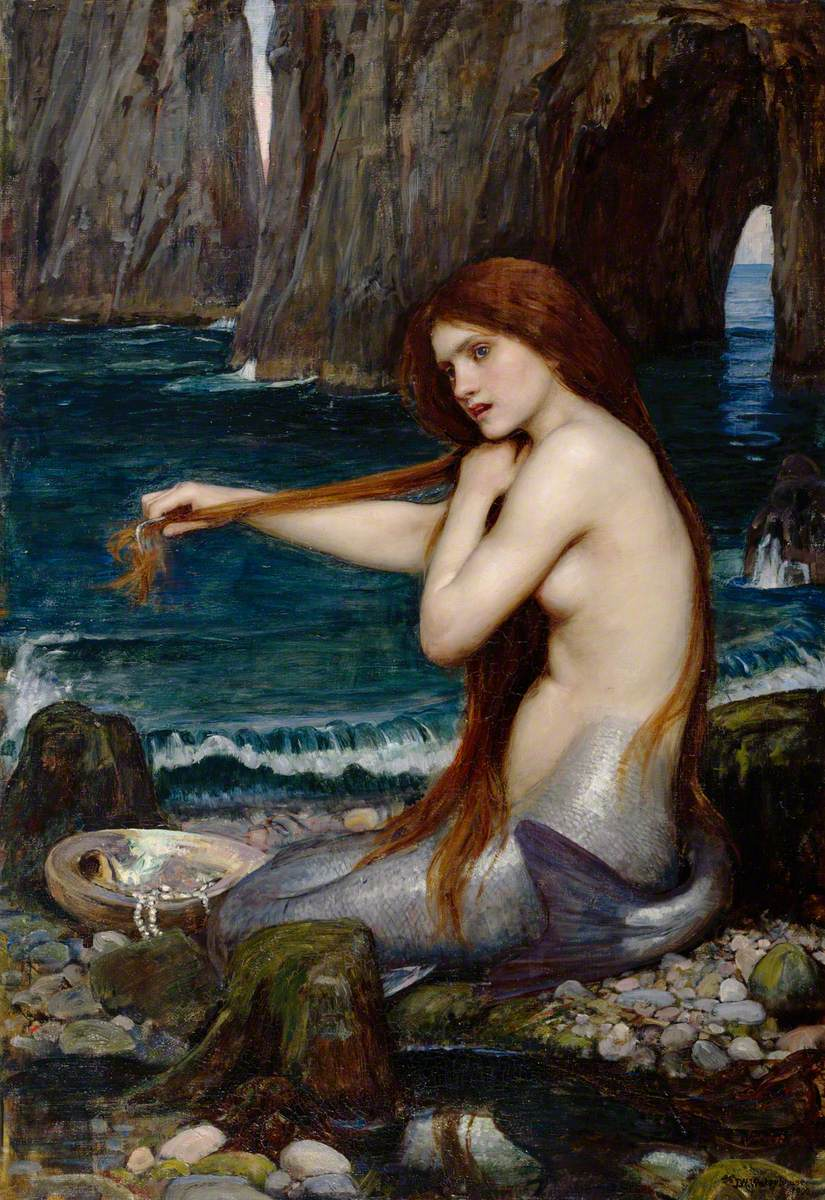
人魚（マーメイド）。―ジョン・ウィリアム・ウォーターハウス（画）、1900年。

民間伝承において、人魚は、女性の頭と上半身、魚の尾を持つ水生生物であり、ヨーロッパ、アジア、アフリカを含む世界中の多くの文化の民間伝承に登場する。
人魚は時折、洪水、嵐、難破船、溺死といった危険な出来事と関連付けられる。他の民間伝承（あるいは同じ伝承内でも）では、彼女たちは慈悲深く、または恵みを与える存在とされ、人間と恋に落ちることもある。
人魚の男性相当物はマーマンと呼ばれ、これも民間伝承や紋章学においてはお馴染みの存在である。マーマンに関する伝承や目撃例は人魚ほど一般的ではないが、一般的には彼らが女性の人魚と共存していると考えられている。男性と女性を合わせた存在は、時折、マーフォーク（人魚族）またはマーピープル（人魚人）と呼ばれる。
美しく、誘惑的な歌声を持つ人魚という西洋の概念は、ギリシア神話のセイレーンに影響を受けた可能性がある。セイレーンは元々は半分が鳥のような姿であったが、キリスト教の時代には半分が魚のような姿になった。クリストファー・コロンブスがカリブ海を探検した際に報告したような人魚の実在の記録は、マナティーや類似の水生哺乳類を目撃したものかもしれない。人魚が民間伝承の外に存在する証拠はないが、人魚の目撃報告は現在も続いている。
近世以降、人魚は芸術や文学の人気のある主題となった。例えば、ハンス・クリスチャン・アンデルセンの文学的な童話「人魚姫」（1836年）などがある。それ以降、彼女たちはオペラ、絵画、書籍、コミック、アニメ、実写映画で描かれてきた。

## 起源
セイレーンは、航海者を美しい歌声で惹きつけ難破させるという海の魔物で、後に人魚として描かれるようになった、もとはギリシア神話に登場する伝説の生物である。
ホメロス作『オデュッセイア』には容姿について語る文章はないが、古代ギリシャ美術では女性の人頭鳥身の奇獣に描かれていたものが、中世ヨーロッパでは女性の人魚や、女性・鳥・魚の混合獣（有翼鉤爪で魚尾）として描画されるようになった（§動物寓意譚参照）。
16世紀以降、ヨーロッパ人は植民地で見聞したジュゴン（§17世紀ビサヤ諸島）やマナティー（§バルトリンのセイレーン）について、容貌が人類に迫る実在の人魚として脚色して地誌や博物誌に記載した。ジュゴンことぺシェ・ムリェール（「婦人女」）の骨は薬として流通し、へいしむれ[る]として江戸時代の日本でも知られていた。

## 図像
水域に棲み、人と魚の特徴を併せ持つという大まかな共通点はあるが、伝承されてきた土地によりその形状や性質は大きく異なる。
ヨーロッパの人魚は、上半身がヒトで下半身が魚類のことが多い。裸のことが多く、服を着ている人魚は稀で、乳房はホタテガイの殻で隠されている。多くは、マーメイド（若い女性の人魚）である。
金髪や、紅毛の長髪の絵画が多く、櫛や鏡を持物とした像が定番である。
上掲のウォーターハウスの油彩画も、髪を梳く人魚の意匠はおそらく誘惑の女性を表現している。またその赤茶毛は、ボッティチェッリの「ヴィーナスの誕生」の赤髪に着想を得ており、その後の美術において、ウォーターハウスのようなラファエル前派の作品から、近年のアニメ人魚にまで影響している、と考察される。櫛や鏡は、そもそも古典時代より愛の女神ヴィーナスの持物であり、"性的な快楽の誘い"を象徴するものとみられる。
しかし、そもそも中世キリスト教美術においては、ときに櫛や鏡を手にするセイレーンの挿絵は（§動物寓意譚参照）、七つの大罪の一つである「虚栄心（自惚れ）」の寓意であるとみなされている。そしてこの動物寓意譚の虚栄の意味的な櫛と鏡が、後世に引き継がれたのである （教義文献などについては§キリスト教義での寓意的意味を参照）。
古い絵などには2つの尾びれを持った人魚も描かれている（ヨーロッパの古い紋章の中にも、2股に分かれた尾部を持つ人魚をかたどるものがある）。大航海時代、ポルトガルをふくめ西欧で人魚型セイレーンが定着したのは1500年代ともいわれる。
一方、日本の人魚のイメージは中国の影響もあり、近世以降はヨーロッパの人魚のイメージも重ね合わせたもので、時代により外見などは大きく異なる。研究では「人魚」にカウントされていても魚の面をするが死人のようで手足がある「大魚」の例もみつかる（宝治元年）。江戸時代の人魚像については、人間の頭部のみが乗っかっているいわゆる人面魚タイプと、半人半魚で腕ももつ通常の人魚種が描かれる（§江戸時代参照）。

## 凶兆・瑞兆
東洋に限らずヨーロッパでも人魚は不吉の前兆とみなされてきた。
日本
日本では古来より凶兆や瑞兆とされ、鎌倉時代のいくつかの戦乱は、人魚の漂着がその前触れであったと文献に記録されている（§みちのくの人魚を参照）。しかし江戸時代に入ると人魚の目撃は僥倖とされるようになった。人魚は予言獣の一種として豊作や疫病を予言し、その似顔絵を見せればそうした災難を回避できたり長寿を得られるなどとされた（例：§越中の人魚（海雷））。人魚の亜種・類種の予言獣に神社姫（姫魚）や、海出人がいる。
ヨーロッパ
『ニーベルンゲンの歌』ではドナウ川の「水女」（人魚？）がハゲネに不吉な予告をする例が知られる。また、スカンジナビアの近代の伝承でも、人魚が嵐の到来など未来を告げるとされる。

## 人間との婚姻
アンデルセンの創作童話『人魚姫』（デンマーク語: Den lille Havfrue）では、人魚には「不死の魂」がないのでそのままでは人間との恋は成就しない。ただしこの着想はアンデルセンの発案ではなく（パラケルススのウンディーネや）、フリードリヒ・フーケの『ウンディーネ』などが先行する。
フランスのメリュジーヌ伝説（ § メリュジーヌも参照）も有名な人魚か水蛇女との異類婚姻譚 であり、アイルランドのメロウ（ § メロウも参照）についても、人魚の子孫であるとして水かきがついていると噂される例がみられる。

## 動物学的説明
今日では哺乳類のジュゴンの見間違いに端を発したというひとつの説があるが、これは熱帯種であり、ジュゴンの生息外の海域にも人魚伝説があるため、日本全土や世界全ての人魚伝説をジュゴンに基づかせることはできない。
ジュゴンの生息地の北限は沖縄（旧琉球王国）であり、八尾比丘尼伝説が伝承される日本本土の各地では、実物としては古来およそ見かけることができない生き物ということになる。しかしながらジュゴンの仲間には熱帯性でないものもいた、と反論される。同じ海牛目(Sirenia)としてはかつてステラーカイギュウがベーリング海に生息しており、日本の近海に現れた可能性も否定できない。またカイギュウでなくとも、アザラシ類やイルカ類も、人魚伝説のモデルとなりうる候補に挙げられる。
魚類学者の高島春雄も、｢日本人が本物のジュゴンを見たのは明治以降だが、古い時代にも人魚の目撃証言がある｣と指摘している。このことから、北陸地方にも漂着する深海魚のリュウグウノツカイが（少なくとも日本の）人魚の正体であろう、と九州大学名誉教授の内田恵太郎（1960、62年）を皮切りに考察されている。少なくとも江戸時代の例では、人魚は頭部付近に鶏冠（）、あるいは赤い長髪と描写されており、リュウグウノツカイの特徴に一致し、説の有力視材料になっている。
ジュゴンは、西洋人が「人型魚」「婦人魚」などと称し、17世紀の書物において薬として喧伝し、江戸時代の日本の学者も「人魚の骨」の薬効としてこれを紹介している。「婦人魚」の骨は、高価ビーズに加工（すなわち数珠つなぎにした）ともフィリピン紀行文に記される。痔の持病がある人は、人魚骨を普段身につけるだけで効果てきめんだと蘭方医学書にも説明されていた。粉末を酒にまぜて飲むこともあった（§西洋自然史の人魚、§へいしむれるの薬効を参照）。

## 語釈
英単語マーメイド（mermaid、'人魚'）は、さほど古語ではなく中英語までにしか遡れない。"mere" '海'と "maid" '乙女'の合成語で、上半身が人間女性、下半身が魚鯨類の幻獣と定義される。
集合名詞の merfolk（'人魚族'）等、 mer-形の歴史の浅い語はmermaidの派生語とみなされている。マーワイフ（マー＝ワイフ、mer-wife）もそのひとつで、19世紀に用例があるとOED辞典に記載される。ただし、これとは別に古語męrewífがあるが（以下小節参照）、マーメイド参照古語として挙げられる。

### mermin
英語には"mermin" （'マーメイドまたはセイレーン'）という古語（死語）もあるが、古英語męremęnenにまで遡ぼる。
語義は、"mere-"「海」+"-męnen"「女奴隷」、直訳すれば、さしずめ「海婢」となる。中英語形meremanも、「-man」は、まぎらわしいながら「男」ではなく、「女の従僕、下女」を意味する。
ゲルマン語族の諸言語で'人魚'を意味する現代語や古語が、同じ語源（同根語）とされる（§中世の語彙参照。中世ドイツ語の作品例は§ラーベンの戦い参照）。

### męrewíf
マーワイフによく似た古英語męrewíf（古い語源なので別語）も存在するが、これは「水の魔女」グレンデルの母を指していう用例のみがある。
同根語に中高地ドイツ語 merwîp（現代ドイツ語meerweib、逐語訳「海の女」）があり、複数の英雄物語に用例があるが、そのうちハゲネが遭遇した水妖たちは（§ニーベルンゲンの歌参照）、英訳や解説では「マーメイド」のみならず「マーウーマン」や、その他様々に意訳されていることが指摘されるが 、和訳では「水の乙女」などと訳される（挿絵は魚尾か）。

## 動物寓意譚
中世キリスト教圏の各地で書写・翻訳された動物寓意譚（ベスティアリ）のセイレーンは、しだいに人魚の図像で描かれるようになった。
早期の例としては『ベルンのフィシオログス』（9世紀フランク王国で制作）のセイレーンがあり（右列、上段左の図）、文章では鳥のようであるとされるが、絵は人魚のものである。
またボドリアン図書館蔵のベスティアリ（1220–1250年頃、英国の作、下段）にも、文章（"下半身にかけて足まで鳥の様"）をたがえて人身魚尾の人魚のようなセイレーンが船の近くを泳ぐ図が示される。
人身魚尾の人魚の図は、いわゆる「第二家族」系のラテン語ベスティアリには一般的にみられる。その家系の早期写本であるアディショナル11283本にも、人魚が描画されている（右列、上段右の図）。
図像ではないが、下半身が魚であったり鳥であったりすることを文章化した韻文ベスティアリの例もある。すなわちギヨーム・ル・クレール作の韻文ベスティアリ（古フランス語、1210か1211年頃）、フィリップ･ド･タン作の韻文ベスティアリ（アングロ＝ノルマン語、1121–1139年頃）である。
中英語のベスティアリ（1220年の文?、写本は1275–1300年）ではmereman「海の女」とあるが、半女半魚の「マーメイド」を意味していることが明言される。

### キリスト教義での寓意的意味
セイレーンが美貌や美声で男を破滅に導く娼婦たる「快楽」の寓意・象徴であることは、早期のキリスト教義にも見える 。加えて櫛や手鏡らの持物は虚栄心（自惚れ）を意味する、ともされる。
英国の教会、特に聖歌隊席や、折りたたみ椅子裏（ミゼリコード）に例が残る中世以降の木彫り人魚も、実際は動物寓意譚の魚型セイレーンであると認識される。

## 中世の語彙
以下、英語の死語merminと同語源の「人魚」を意味する中世の語（中世起原の語）・用例文献を列挙する：
- 古高ドイツ語: meremanni（複数形：meremanniu）[注 26]
- 中英語形 "mereman"

ベスティアリ（1220年）。継続文章から鳥人でなく人魚を示すことが明白。この点において他のいくつかのベスティアリとは一線を画している（§動物寓意譚参照）。
- 中高ドイツ語: merminne

アーサー王物語群『ランツェレト』の湖の貴婦人（ランスロット参照）
ディートリヒ・フォン・ベルン物語群のヴィテゲの曾祖母（§ラーベンの戦い参照）。古スウェーデン語訳（15世紀成立のサガ異本）では haffru の語が充てられている（おそらく§ハウフルの原形である）。
- 古ノルド語: 男性名詞 marmennill, -dill
- 近代アイスランド語: marbendill

必ずしも女性の人魚とは想定されていない存在である。§マルベンディトル参照。
- 近代ノルウェー語: marmæle

§マルメーレ参照
- 現代オランダ語: meermin

このmeermin（複数形meerminnen）は『ヨンストン図譜』（1660年）にも見られる（§へいしむれるの薬効参照）。

## 中世の英雄譚

### ニーベルンゲンの歌
予言の力をもつ二人の人魚（merwîp、複数形も同じ。逐語訳'海の女'）が、『ニーベルンゲンの歌』第25歌章に登場する。邦訳では「水の乙女」らと訳されている。
ジーゲリント（Sigelint）とその"叔母"ハデブルク（Hadeburc）が、ドナウ川で水浴びしていたところ、ハゲネが衣服を持ち去る場面である。
水浴する異世界の女性の衣を盗み奪うため、この箇所は白鳥処女説話（Swan maiden）の系統に属するが、グリムの場合、彼女らが水面から浮上しているように表現されていることをとらまえて、実際に白鳥処女だったのだ、と力説している。
いずれにしろ、この短い場面は、後のゲルマン文学における水の精ニクセにまつわる伝承や作品のおおもとの"礎石的な"土台となっている、とも評される。
『ニーベルンゲンの歌』の水の乙女らは、リヒャルト・ワーグナーの歌劇『ラインの黄金』のラインの乙女らにも翻案されている。ワーグナーの1848年構想では白鳥の乙女らの設定であるが、一説によれば、三体で現れるのは、1843刊のファーザー編本『ニーベルンゲンの歌』の、ユリウス・シュノル・フォン・カロルスフェルト、オイゲン・ナポレオン・ノイロイターによる木版画がヒントになったとされる（右欄、左図参照）。

### ラーベンの戦い
中高ドイツ語の人魚メーレミンネ （mereminne）が登場する作品はいくつかあるが、生粋のドイツ物ではディートリヒ伝説の『ラーベンの戦い』（13世紀）が挙げられる。
人魚（水妖）のウァーヒルト（Wâchilt ; 現代読み ヴァヒルデ Wachilde）は、逆臣ヴィテゲの祖先の女性 （曾祖母）であり、主人ディートリヒに討取られる寸前でこれを救い出し、海中の家にかくまう。
同場面は、『シズレクのサガ』 のスウェーデン語改稿本（Ðiðriks saga、15世紀）にのみ、みつかるが、サガ終盤にあるこの結末は「スウェーデン版エピローグ 」などと仮称される。ここではひ孫を救出する人魚のことは、古スウェーデン語で haffru （'海の女'）と記述されている。
この同一人物の人魚（海の女）は、家系譜上の言及のみならば、原典である古ノルド語版の『シズレクのサガ』の序盤にも触れられており 、古ノルド語でsjókona (siókona [sic.]; '海の女') と記述されている。この海の女とヴィルキヌス王のあいだに出生したのが巨人ヴァジ Vaði（ドイツ名ヴァーテ）で、その子が鍛冶師ヴェレント（エッダ名ヴェルンド）、そのまた息子ヴィズガ（Viðga、ドイツ名ヴィテゲ）がシズレク王の仲間となったが裏切って討伐の目に遭った。
サガの人魚は（現今デンマークの）シェラン島と深くかかわっている。ヴィルキヌス王の国土がスカンジナビア一帯にあり、庶子であるヴァジ（人魚の子）はシェラン島の封土を受けたと解釈される。サガでは、元はラーベンの戦い（北イタリアのラヴェンナ戦）だったはずを北ドイツのグロンスポルト（Gronsport）戦に場所移動している。そして人魚がここに戦場にやってきて、ひ孫を救助しシェラン島まで戻りかえったのだとされている。

## 西欧の民間伝承

### ローレライ
ライン川にまつわる伝説。ライン川を通行する舟に歌いかける美しい人魚たちの話。彼女たちの歌声を聞いたものは、その美声に聞き惚れて、舟の舵（かじ）を取り損ねて、川底に沈んでしまう。文献によっては、ローレライは人魚の姿をしていないこともある。

### メロウ
アイルランドに伝わる人魚。姿はマーメイドに似ており、女は美しいが、男は醜いという。この人魚が出現すると嵐が起こるとされ、船乗り達には恐れられていた。また、女のメロウが人間の男と結婚し、子供を産むこともあるという。その場合、子供の足には鱗があり、手の指には小さな水掻きがあるとされる。
アイルランドのボブ・カラン講師によれば、アイルランドの人魚を英国系の人魚と同様とするのは錯誤があり、ケルト系の人魚はアザラシ人（セルキー）の要素の方が魚人の要素より強いと意見する。

### 英国の人魚
前述したように英国各地の教会席等に人魚（セイレーン）の彫刻例があるが、とりわけコーンウォール州ゼナー（ゼノア）村の教会ベンチの人魚彫刻（15世紀の作）には伝説がまつわる。英国民話といっても、これは場所的にはイングランドでもアーサー王伝説ゆかりの地域なので、ケルト伝説とみなされている。
今日よく知られている人魚すなわちマーメイドの外観のイメージは、16世紀から17世紀頃の英国民話を起源とするものだとボブ・カラン講師は結論している。

### メリュジーヌ
メリュジーヌ（仏: Melusine）は、フランスの伝承に登場する水の精。異類婚姻譚の主人公。上半身は人間の女性、下半身は蛇（一説に魚）の姿をしている。文献によってはメリュシヌの表記を採用する。レーモンドという貴族がメリュジーヌを見初め、結婚する。結婚にあたって、メリュジーヌは｢土曜日には自分の部屋にこもるが、その時は姿を決して見ないこと｣という条件を課した。メリュジーヌは夫に策を授け、富をもたらした。ところが夫は｢メリュジーヌが浮気している｣という噂を耳にすると、つい約束を破ってしまった。彼女は入浴中で、上半身こそ人間だったが下半身は魚に変わっていた。メリュジーヌは夫のもとを去る。

## 北欧の人魚
デンマーク語で人魚はハウフル（またはハヴリュ―、'海の女'、havfrue）と呼ばれる、そして男性の人魚はハヴマン（havmand）と呼ばれる。ノルウェー語（デンマーク語に近いブークモール）でも、まったく同様に綴るが、女性の人魚はハゥフル（havfrue）、男性の人魚はハヴマンなどと表記される。

### マルメーレ
ノルウェーのハヴマンとハウフルの伝承については早期にポントピダン司教（1753年）が著述しているが、北海に生息して雄雌の番（）をなし、マルメーレ（marmæle, marmæte)という子ども（幼生）をこしらえる、としている。
マルメーレは直訳すると「海の話者」の意ではあるが、じっさいは古語（marmenill）の転訛に過ぎないと考察される。
マルメーレはノルウェーの漁師が漁で捕えることがあり、なんらかの予言・託宣をさせようとするのだ、と伝わる。また、捕えても24時間以上は置かずに元の海に返すのが慣習・戒律だともされている。

### ポントピダンとファイエの描写
ポントピダン司教は、これら人魚にまつわる超常的な伝説があることもわきまえてはいたが、そうであるにしろ、この非人類の生物は実在すると考えていた。
ハヴマンの雄・雌・子についてのこの記述は、初のノルウェー民間伝承集ともいわれるアンドレアス・ファイエの伝説集（1833年）にも転載された。そこではハヴマンの容姿を総じて"燻った色をし、長いあごひげをたくわえ、上半身は人間(男性)に似るが、下半身は魚のようだ"とまとめている。

#### 古語の記述
また、ハヴマンの雄（§ハーフストラムブル、マルベンディル）や雌（§マルギュグル）を意味するノルウェー古語（古ノルド語）、および中世の記述文献を両者とも挙げている。

### ハウフル
デンマークやノルウェーのハウフルには既に触れた。
近世・現代アイスランドの語彙にも、ハウフルの同根語と思しき語（haffrú）があるが、その他にもいくつかの人魚女の名称が、19世紀の民話集に列挙されている。このうちマルギュグル（margýgur）という人魚女名は、あきらかに古ノルド語（margýgr）に由来するが、中世では女トロルすなわち怪物のようにとられていた（§マルギュグルを参照）。現在のアイスランドではそれらとは異なる語（hafmey）が人魚女の通称にもちいられている。
フェロー語形は havfrúgv（/hɛaːvˈfrɪkv/）である。
スウェーデン語形もあるが（hafsfru）、シェーユングフル（sjöjungfru、'海の乙女'）などの名称に言換えられることがある。またシェーロー（sjörå、'海の妖精女'）とも呼ばれ、これは森の妖精女スクーグスローと対をなす。

### マルベンディトル
古ノルド語の人魚男マルメニル（marmenill）は、後期ノルド語では異なる綴り（marbendil[l]）でみられ。現代アイスランド語人魚男も同じく（marbendill）と綴り、マルベンディトルと発音する。
19世紀の解説に拠れば人魚女マルギュグルは黄色い髪をし、油断した若者を海底に引きずりこむが、人魚男マルベンディトルは決して海上に姿を現さないとする。しかし「碩学の」ヨウン・グズムンドソン（1658年没）によればマルベンディトルは腰から下がアザラシの様だと記している。
またヨウン・グズムンドソンが書き記したマルベンディトルの民話も現存している(§前兆・予言・智慧・洞察で触れる）。

### 吉凶
スカンジナビアの女性の人魚ハウフルは、総じて美しいが、益ともなれば害（凶兆）ともなる、と意見される。
以下説明するように智慧を授けたり、凶事を前触れするか予言するとする迷信・説話がみられる。また、人をさらうとも言い伝えられ古謡に歌われた。
危害を加えると仕返しを受けるとされ、ノルウェーの逸話では、船乗りがこれをおびき寄せておいて舷縁にかけた手を切り落としたところ、彼女は嵐を引き起こし、その者は命からがら生還したという。

### 前兆・予言・智慧・洞察
スカンジナビアの人魚も未来の予知や予言をするとされる。それが水上に現れただけで、嵐の前触れとされる。
漁師にとってはシェーローの出現は不漁を意味し、狩人にとっては森の妖精スクーグスローの出現は不猟を意味するのである。往年のスウェーデンの漁師のあいだでは、人魚は嵐や不漁の前兆なので、見たら仲間に話さずに火打石と鋼器で火花を立てて難を回避すべしと伝わる。
必ずしも未来を言い当てる予言にかぎらず、何かの智慧か情報を授ける場合もある。人魚が智慧をさずける説話群は、移動伝説「人魚の伝言」型（ML 4060番）に分類される。一例の説話では、漁師が人魚の用務を引き受け、3つの質問を許される。男は脱穀用の穀竿をつくるのに何の皮革が適しているか尋ねるが、人魚は仔牛の皮と答えつつ、もし水から（ビールを）醸造する方法は、と聞いていればもっと得したものを、とあきれるオチになっている。
アイスランドには11世紀頃の実在の移植民の逸話として、人魚男（マルメニル）を捕らえた男は、自分の息子が将来所有するであろう開拓地の場所についての予言を得たが、後日また漁に出たときその息子以外の者は全滅したという。
また、人魚男（マルベンディトル）が、自分を捕らえた農夫を三度せせら笑い、笑った理由として、色々と洞察した事実を教示する民話が、近世に記録されている。人魚男が自由釈放を条件に明かした三つの事実は、金貨が埋もれる場所、妻の不義、犬の忠義であった。

#### 人魚の人さらい
スウェーデンには人魚男が女性をさらって妻とする、とされるが、そうした女性が小島に上がって衣服（亜麻布）を洗っていたり髪を梳いたりしているのを見かけることがあるという民間伝承が採集されている（ヘルシングランド地方）。
またスウェーデンの「人魚男」のバラッドや、同じ伝説に基づくデンマークの「人魚男ロスマー」のバラッドも近世より存在する。
他にも人魚男と女性が夫婦となり子供をもうける筋書きのデンマークのバラッド『アウネーテと人魚』があるが、これは18世紀末期成立の比較的新しい創作物である。この話は19世紀の作家エーレンスレイヤーやアンデルセンにも翻案されている。
「人魚女」/「人魚女の侍女」と題するスウェーデンのバラッドでは、人魚が十五歳の人間の少女を拉致してしまう。兄弟が救い出すが、人魚は「もしこのような裏切りを受けると知っておれば、少女の首を殴りくだいていたものを」、とののしる。

### マルギュグル

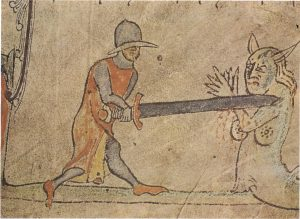
オーラヴ聖王とマルギュグルの死闘（当図では途切れているが尾鰭が描かれている）。―《フラート島本》第79r葉

現代アイスランド語で金髪の人魚の意とはいえ、マルギュグルは直訳せば「海のトロル[女]」のような意味である。
そして中世に伝わるマルギュグル（margýgr）は、文字通り"海の鬼女（オグレス）"または"海の怪物"とすべき存在である。『オーラヴ聖王のサガ』の異本によれば、ノルウェーのオーラヴ聖王が対決したマルギュグルは、航行者を眠らせ溺れさせ、高音の叫びで人を狂わせた。その外見は"頭は馬のごとき、耳はぴんと立ち、鼻腔は広がり、大きな緑の目をし、恐ろしい顎をしていた。肩は馬のようで、前半身には手がついていたが、下半身は蛇のようであった"と記述される。このマルギュグルはまた、アザラシのように毛むくじゃらで、灰色をしていたとされる。

#### ハーフストラムブル
古ノルド語で書かれたノルウェーの啓蒙書『王の鏡』（1250年頃）は、マルギュグルは雌種であるが、これと対をなすハーフストラムブル（hafstrambr）が雄種であると説いている。ハーフストラムブルの上半身はマルギュグルの様に擬人的であるが、下半身については目撃証言がないという。
中世の北欧人は、ハーフストラムブルを巨型（最大級）の人魚男と認識していたため、普通の人魚の名称が指小辞のマルメニル（「海の小男」）になったのだ、という推察がある。
しかしハーフストラムブルを、単に想像上のシーモンスターとしてかたづける解説や辞書定義もみられる。
動物学の観点からはズキンアザラシ（Cystophora cristata）説、または海棲生物の蜃気楼現象説が提唱されている。

## 西洋博物学の人魚
以下、西洋の古代・中世・近世の学者たちが、人魚を実在の生物として扱った数々の例を示すが、対象の「人魚」の所在地は、ヨーロッパにかぎらず、新大陸、アジア、アフリカ等に至る。

### 1世紀ローマ帝国属州イベリア半島
大プリニウス『博物誌』（紀元77年刊）によれば、一匹のトリトン（男の人魚）がローマ帝国ルシタニア州オリシポ（現今のポルトガル・リスボン市）で目撃されており（ティベリウス帝時代）、またネーレーイス（女の人魚）も同じ場所で目撃されている。
目撃されたトリトンは某洞窟で法螺貝を吹いていたとされ、ネーレーイスについては、彼女らが"死にかけているときの嘆きの歌が浜の住民によって聞かれたことがある"と補足している。
このトリトンは、一般認識通りの容姿をしていたが、ネーレーイスが人間のような（顔・胴体）をしている（すべやかな肌をしている）と思うのは世間の間違いで、真正のネーレーイスは全体鱗でおおわれているのだとプリニウスは主張する。
また複数のネーレーイスの死骸が、浜辺に打ち寄せられたことがあると、ガリア州総督（）が前の皇帝（故アウグストゥス帝）に書簡している、とプリニウスは記している。
プリニウスはまた「海人」（羅: homo marinus）をガデス湾（カディス湾）で見たという証言を騎士身分（）の数人から得ており、それはまるで人間の姿かたちをしているが、夜行習性で船によじ登ることがあり、それをされると船舶は沈没し始めるのだという。

#### 後世の注釈
スウェーデンの博識者オラウス・マグヌス（16世紀）は、このプリニウスを引用し、ネーレーイス（マーメイド）が「そのいまわの際に発する愁嘆な金切り声は」、歌や音楽のごとくと示唆しており、運命の三姉妹やニュンペーが奏でるシンバルやフルートの音が海辺から聞こえるという民間伝承と関連付けている。オラウスによれば、 ネーレーイスは（とくに死の際してにかぎらずとも）「悲しく歌う」のだという。
ローマ時代に浜に打ち上げられたネーレーイスというのは、「おそらくはアザラシ類」だろうとされる。また、「海人」については、「アフリカ産のマナティーか(?)」と注釈されている。

### 大航行時代の南北アメリカ大陸および北極圏
コロンブスは、1493年、イスパニョーラ島沿岸から、3匹のセイレーン（人魚）が某河川で海から完全に這い上がっているのを目撃したと航海日誌に記している。その容姿について"絵にかいてあるように美しいもの（美女）ではなく"かろうじて人間似の顔つきをしていたと述べているが、マナティーであったと推察されている。
ヘンリー・ハドソンが1608年の第二回航海において、北極海（ノルウェー海域かバレンツ海）で"人魚"を目撃したとするが、乳房は女性の様で肌は白く長い黒髪を垂らしていたという。
オランダの探検家ダフィット・ダネル（David Danel[l])は、グリーンランドへの航海（1652–54年）で"たなびく髪をしたとても美しい"人魚に遭遇したとするが、乗組員は捕獲に失敗したという。

#### バルトリンのセイレーン

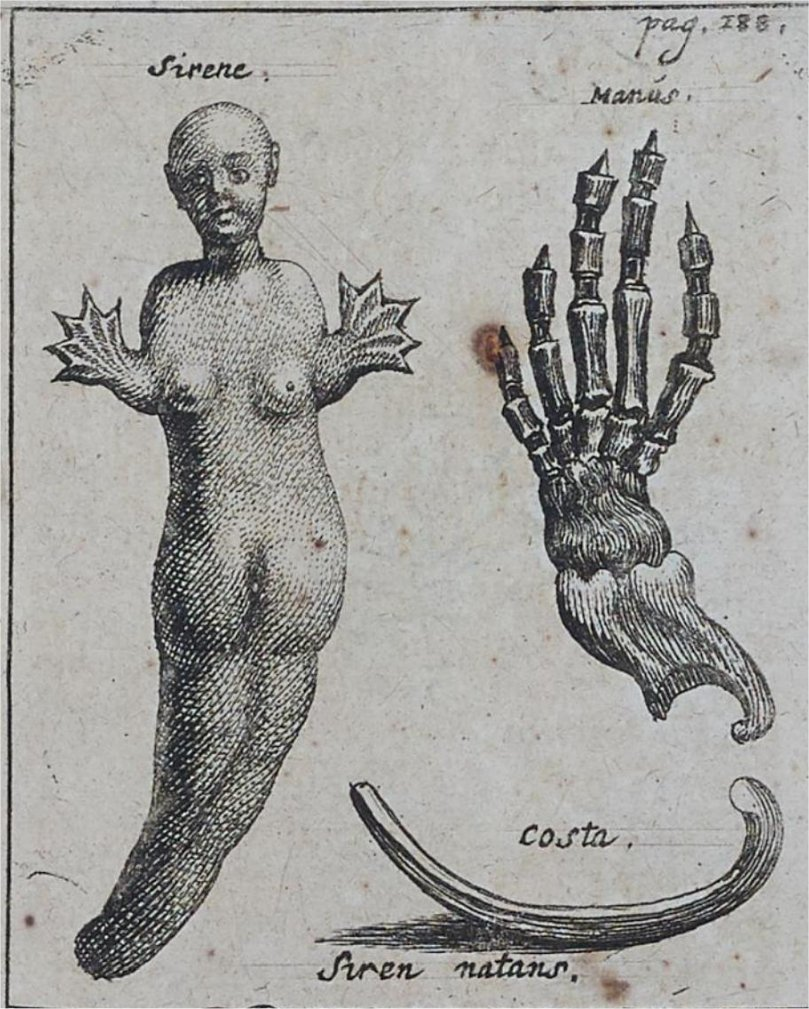
バルトリンの「セイレーン」（1654年）。骨と化した手/前鰭と肋骨は（右図）は同氏が入手したもの。

デンマークの医師で博物学者のトマス・バルトリンが、その著書でブラジルの「セイレーン」（人魚）として図入りで説明した個体（おそらくマナティー）は、のちにリンネが転載して「バルトリンのセイレーン（Siren Bartholini）」と命名した。
個体標本すべてがバルトリンの所有物だったわけではないが、片手と肋骨数本を提供されており、これらも図解されている（右図参照）。のちライデン市で解剖。執刀はピーター・パーヴで、ヨアネス・デ・ラエ（西インド会社理事）が同席、ラエと友誼をまじえるバルトリンが、手と肋骨数本を贈答されたと述べられる。この"手"の図はその骨格が写実的なため、マナティーの前びれとの鑑定が可能とされる。
文中ははじめ「海人」ないし「海男」（ホモ・マリヌス）」と呼ばれているが、銅版画でも「セイレーン （Sirene）」と見出しされている。画のセイレーンは人間の女性のような容貌をし（頭髪はない）、はだけた乳房、水かきのついた前足で描かれている。 ブラジルの解剖個体は指間に膜があり、個体が完全でなく"尾の跡がみられなかった"としており、絵図と合致している。
バルトリンは、「セイレーン（人魚）」という呼称こそ用いているが、アザラシ類だと推論していた。その理屈として次のように述べている：海には「海馬」など陸棲のものとそっくりな海棲生物がいくつかおり（と当時はそう信じられた）、よって人類そっくりな海水生物も否定できない。しかしながらそれらはすべてアザラシ類とみるべきだろう、としている。
この生物は、ブラジル原住民のユピアプラ（Yupiapra）伝承（正しくはイプピアーラ伝承）と関連性があるだろうと、17世紀のエラスムス・フランチスキーは意見している。

### 植民地時代のアジア

#### 17世紀台湾
オランダ領台湾では、ゼーランディア城近くの海域に人魚が現れたのを多くの人が目撃し、水路に来て詳しく調べようとしたが、もう姿を消していた。これは差し迫った災厄の兆候であると考えられていた。

#### 17世紀ビサヤ諸島

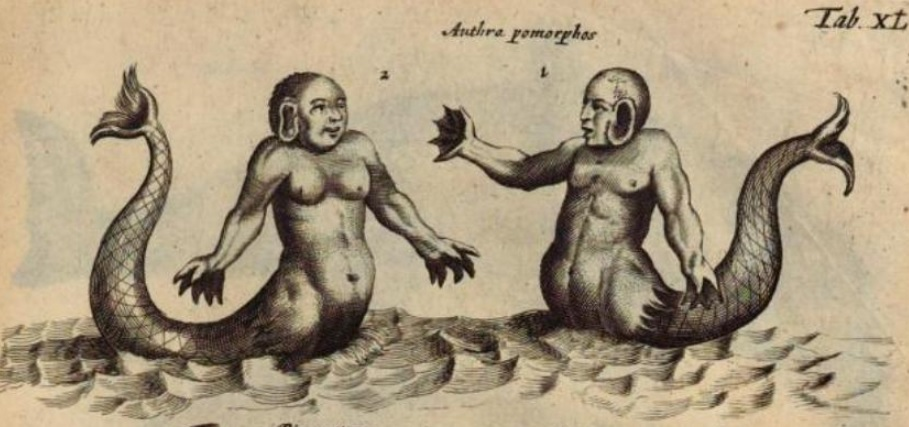
「人間型魚」アントロポモルポス―ヨンストン『自然誌』ラテン語版、1657年。

人魚（直訳だと「人型魚」、「婦人魚」等と呼ばれる）が、特に旧スペイン領フィリピンのビサヤ諸島あたりの水域に生息することが、17世紀の西洋人によって言及されている。それは当時の複数の科学論や自然史の書籍に記載されている。
これらの書物の掲題では、その人魚のことをアントロポモルプス（蘭: Anthropomorphus）等つまり「人間の姿をした[魚]」と命名しており、挿画でも半人半魚の男女の人魚に描かれており（右図参照）、人間に酷似することが強調される。
しかしながら、この「人型魚」は現地名をドゥヨン（duyon）と称すと文献にも記述されており、フィリピンの海域にも分布するジュゴンのことだとみなされている。
この「人型魚」（ドゥヨン、ジュゴン）はスペイン人のあいだでは「婦人魚」を意味する呼称ぺシェ・ムリェール、現代の標準スペイン語に直せばペス・ムヘール（peche mujer）と呼ばれていた。
このぺシェ・ムリェールは、薬品としてオランダ貿易で江戸初期（家光の代）にはすでにもたらせられており、このへいしむれ[る]等と音写で本草学者などに取り上げられた（§へいしむれるの薬効参照）。

#### 18世紀モルッカ諸島
モルッカ諸島の人魚、いわゆる「アンボイナの人魚」であるが、オランダ東インド会社（VOC）統治下、旧アンボン州での案件だったのでこの名がある。現今マルク州ブル島で、1706–1712年頃その人魚は捕獲されたという。これを入手したというVOCの元兵士サミュエル・ファルール[ス?] Fallours という人物が、極彩色で肉筆画にしたためており、その委細や、絵を複製した銅版画がルイ・ルナールの図鑑（初版1719年）に掲載され（右図上）、次いでフランソワ・ファレンタインの図書（1726年）に二番煎じ的に転載された。
司馬江漢がファレンタイン本の画を模写しており、それは大槻玄沢の『六物新志』にも転載されている。
ファレンタインが聴聞したところに拠れば、この人魚は1712年に捕獲され、その全長は59ドゥイム（duim、オランダのインチ）またはラインラント地方の尺度で5フィートほどあった。水槽に入れて4日間と7時間生きながらえさせることができたが、与えた餌を受け付けず、なんら理解可能な音を喋ることなく死亡したとする。また、ルナールの著書に拠ればハツカネズミ（小ネズミ）のような声で鳴いたとされる。絵で見ると、"腰にミノのようなもの"がついていると指摘されるが、ファルールの原画に付随する添え書きによれば、同氏は前部・後部の鰭をめくりあげて、女性のかたちだと確認したのだという。
これも結局ジュゴンではないかという指摘は当時からあったようだが、ファレンタインはこの人魚がルンフィウスが詳述するジュゴンとはけっして同一でないと反駁している。胴長の人魚の絵は、海牛目にまるで似ておらず、ルナール図譜には、ジュゴンも掲載されている（右図下）ので、むしろリュウグウノツカイが元となったとほうが説得性があるいう魚類学者意見もある。

### へいしむれるの薬効
洋書においては、この「婦人魚」（ペス・ムヘール）の骨などの部位が薬物になるとしていた。効能としては、骨が止血に効くとされる記述のほか、下血に効くとするものや、「体液の漏れ」（四体液説参照）に効くとするものがある。『和漢三才図会』では倍以之牟礼（）を"解毒薬"となすを説くが、その典拠は解明できていない。
江戸幕府は1641年に《へいしむれる》（人魚）の肋骨１本を献上されている。これはオランダ東インド会社が派遣し、フリシウスが特使代理となった謝礼使節団から贈られた薬箱の一品で、その目録では人魚骨の値段は銀43匁となっている。痔を持つ人には身に携えていれば効き、骨は粉末にして酒などに混ぜて服せば五体の砂をとり、血止めや下血に効くと『阿蘭陀外科医方秘伝』にあり、河口良庵『阿蘭陀外療集』巻七にも同様、湯にて用いるも可と加える。貴重品のジュゴンがそれほど大量に流通するはずもなく、江戸後期、小野蘭山は自分が見た品はことごとく贋物で、"薬舗に貨するものは黄貂魚（アカエイ）の歯および雞子（トビウオ）の歯の形状にして斜紋なるものなり"と述べている。
江戸期の日本の本草学の書物も、洋書の内容を踏まえ《へいしむれる》（人魚の骨）が血に関する薬としている。歇伊武禮児（）については大槻玄沢が『六物新志』(1786年) でヨンストンから訳出し、"止血（血を止む）"効果があるとしている。だがこれより早く貝原益軒には下血に効くとされており、下血効能はフェルディナント・フェルビースト（南懐仁）著『坤輿外紀』（1672年刊）から引用できることが小野蘭山によって歴然となっている。
あるいは「体液の漏れ」に対する効果があるため、骨はビーズ（数珠つなぎ）に加工される。蘭山もフェルビースト（『坤輿外紀』）を引いて、念珠にすることは記すが、服してはじめてその下血への効果があると理解されている。だがバルトリンをひもとくと、肋骨をビーズに穿孔加工したものが痔に効くことはデ・ラエが実体験していると書かれている、そのときの使用法は詳らかにされていないが、ローマではその骨のビーズのブレスレットを手首にあてがえば偏頭痛に効くとする。
「海人の女性（雌）の [骨の] ほうがより強力」な作用があるとヨンストンは記述しているが、『六物新志』には欠落している。フェルビースト『坤輿圖説』には、西楞（拼音: xī léng; セイレーンの音写とみられる）について、「其骨能止血病女魚更效」つまり骨は血病（の出血）を止めるのに能く、女魚のものは更に効く、と記される。
フィリッピンの人魚（ぺシェ＝ムリェール、ドゥヨン）の味は、肥えた（脂ののった）豚肉のようだとコリンは感想を述べている。

## 中国の人魚
中国の人魚については、半身半魚とも半身半龍とも認識されておりこれらの図像が交錯している。
『山海経』の「人魚」は奇魚の扱いの様だが、同書には他にも人面の魚のような怪異・奇種として、赤鱬（）、陵魚、また人種として氐人（）などが挙げられる。
秦始皇帝陵を永久に灯すため、人魚膏（人魚の脂）が使われたと『史記』等にみえる。

### 人魚・孩児魚・䱱・鯢
『山海経』には「北山経」、「中山経」、「西山経」のいずれにも「人魚」の記述がみえる。
「北山経」の「人魚」は龍侯山の決水（東へ黄河に注ぐ川と言う）に棲み、四足あり、䱱魚に似ると書かれており、これは「ナマズに似る」と解釈される。この龍侯山産の人魚を食べると痴呆症にならないという。
「北山経」の郭璞注では、人魚は、小児のような声で嗁（）き、すなわち「鯢（げい）」と呼ぶ、外見は四足のナマズ（鮎、また䱱（）とも郭璞の時代には称するようになった）に似るとしている。だが李時珍『本草綱目』「䱱」の項では、時珍の見解として孩児魚（人魚）には二種あり、湖や河川の䱱魚の種と、山渓の鯢（げい）に分かれるとしている。また江戸時代の貝原益軒の著述は、"䱱魚（）"と訓じて人魚と䱱魚を同義とし、鯢（）（音読みは「げい」）と区別している。
人面とは書かれていないが、「中山経」は䱱魚について𥂕蜼（猿の一種との説あり）の如しとしている。『本草綱目』でも、形はややカワウソに似るとする。
近代では「䱱」はサンショウウオに当て、「鯢」をチュウゴクオオサンショウウオに同定するようである。

### 赤鱬
赤鱬（せきじゅ。せきだ）については、『山海経』「南山経」青丘（せいきゅう）の山の条に赤鱬について“英水ながれて南流し、即翼（そくよく）の沢に注ぐ。水中には赤鱬が多く、その状は魚の如くで人の面（かお）、その声は鴛鴦（おしどり）のよう。これを食うと疥（ひぜん）にならぬ”とある。一種の食餌療法である。

### 氐人
『海内南経』に「氐人国は建木の西にあり。その人となり、人面で魚の身、足がない」とある。氐人は、人の胸から下が魚になったような姿をしているとされる。鳥山石燕も「人魚」は「氐人国の人なり」と記している。

### 陵魚
陵魚は鯪魚とも作り、すでに『楚辞』「天問」に言及がある。『海内北経』の姑射（こや）国の条に「陵魚は人面で手足あり。魚の身。海中にあり」としている。4本の足を持つ人面魚である。日本の平安時代の語彙集『和名抄』でも、人魚の別名に陵魚を挙げている。

### 蛟人・鮫人
中国の蛟人（鮫人）。とくに半人半魚とはされていないが、海棲で、棲み処は鮫人室と呼ばれ、"天然の宝や水中の怪"（増子意訳）のある場所である。別名が泉先や泉客であるとする（『述異記』）が、藪田嘉一郎は、これを泉山地方（現今の福建省・泉州 (隋)）の海人（あま）のことだと考察する。
蛟人については幾つかの文献に同様の記述があり、概して南海の水中に棲み、流す涙は真珠となり、機織りを巧みとすると伝わる（『博物志』、『捜神記』、『述異記』）。
蛟人の布は蛟綃紗（龍紗）といい、この生地で服を作れば水に入っても濡れることがないという。

### 海人
『淮南子』巻四では、人類を含む各種動植物について独自の進化論が記述されており、「𥥛は海人を生み、海人は若菌を生み、若菌は聖人を生み、聖人は庶人を生んだ。すべて𥥛（薄毛）のあるもの（𥥛者。現生人類）は庶人から生まれた（口語訳）」と書かれている。
この一文は難解だが、楠山春樹は、𥥛から段階的に進化を重ねた結果最終的に生まれたのが𥥛者（現生人類）であると解釈した。
また、海人は一種の海棲人類であるという説もある。加藤徹はこの一文を、𥥛（細毛におおわれたサル）から海人（海棲人類）、若菌（意味未詳）、聖人（完成された古代の人間）を経て庶人（普通の人間）が生まれ、やがて「およそ𥥛なる者」（未来に出現するであろう退化した人間）に至る進化と退化と解釈した。

### 海人魚
中国の東海（東の海域）の人魚。馬尾のような長髪をしており、手はあるが足はなく、鱗ではなく細かい毛が生えている。類例に紅色の鬣（たてがみ/ひれ）を持つ海の人魚が高麗で目撃されたとされる。海人魚の一例とされるのが、聂璜『海錯図』の人魚の図であるが、背に紅色の翅（ひれ）があると記述され、そのように描かれている。

## 日本の人魚
日本の文献上の初出は淡水産の生物（『日本書紀』）とされるが、以降はほぼ海棲の人魚の例である。また古くは、日本の人魚はヒト状の顔を持つ魚と伝承されていたが、遅くとも江戸時代後期にはヨーロッパ同様、ヒトの上半身と魚の下半身を持つ姿と伝えられるようになる。
八百比丘尼伝説で、人魚の肉が不老長寿をもたらすとされることが有名だが、江戸時代にもその絵をみると長寿をもたらすとする瓦版の例がみられる。
人魚は一匹と数えるのが一応正しいとされるが、一人と数える見解もある。架空の動物は、人に恋をするなど、人と"同類"と考えられる場合は一人と数える。

### 古例
人魚を八百比丘尼が食したのが清寧天皇5年（西暦480年）で、人魚出現の最古例と藤澤衛彦はしているが、口承伝承なのか文献資料が確認できない。

#### 飛鳥時代

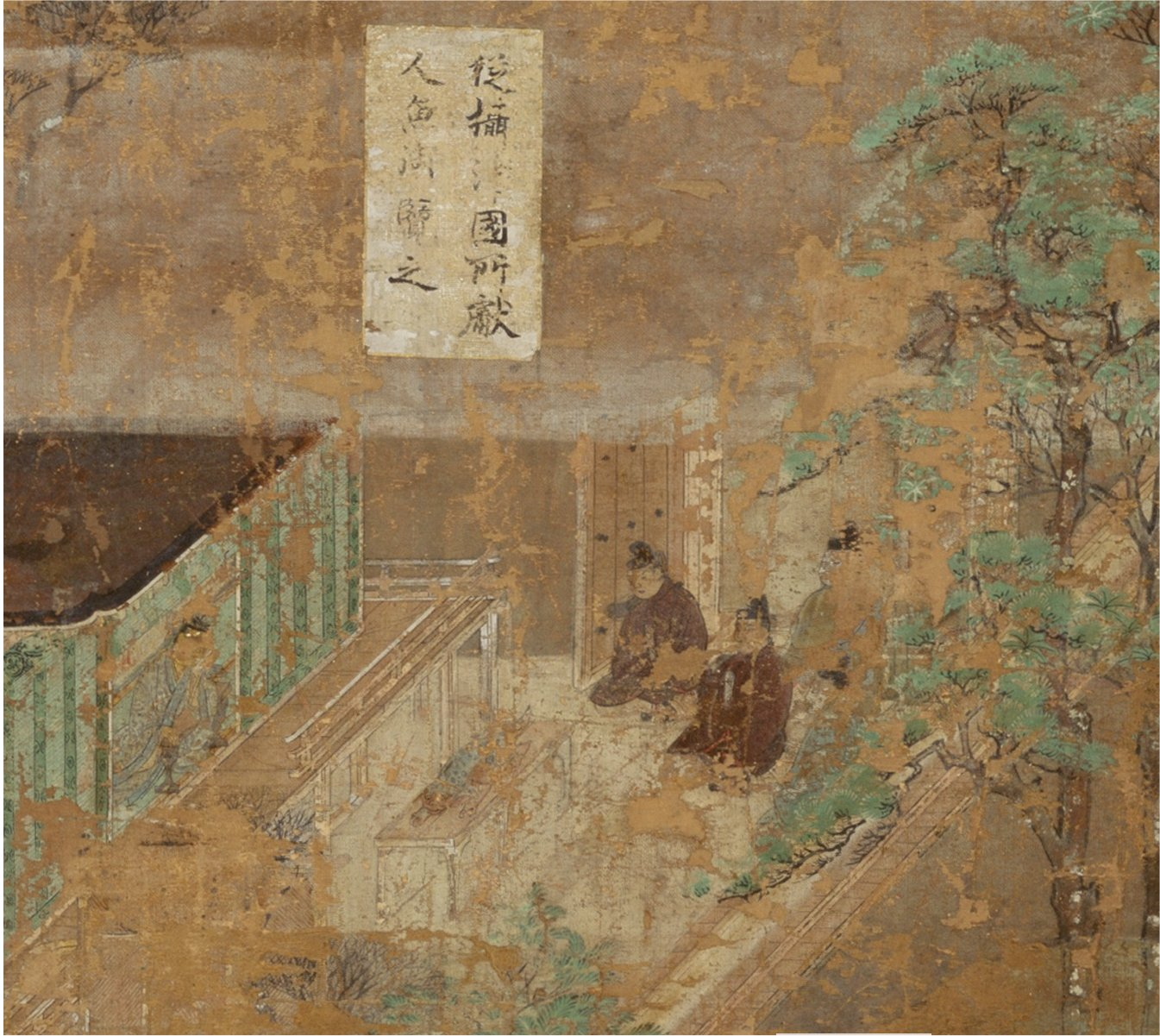
摂津国より献じられた人魚—『聖徳太子絵伝』(1069)。法隆寺東院餌絵殿蔵

以下、『書記』に記される近江国・摂津国の人魚について述べる。
つぎに推古天皇27年（619年）4月に近江国蒲生河に出現した、また7月摂津国の堀江（堀江川運河）で網にかかった、という各事案が『日本書紀』に記載されており、これが文献資料に裏打ちされた最古例とされる。
これらの古例は海棲でなく淡水（川）でみつかった人魚であることが指摘されるが。その「姿は児のごとし」ということから、それはオオサンショウウオであろうと南方熊楠は仮説している。
「人魚」だとの明言は日本書紀にはない。推古女帝の摂政であった聖徳太子が「人魚」という語で言及したと、のちの『聖徳太子伝暦』には伝えられているが、実際にその言葉を用いられたか疑問視される。日本書紀の編纂に用いられたどの史料にもおそらく「人魚」は使われておらず、あるいはその頃まだ日本にはまだ「人魚」という語が成立していなかったのだろう。
人魚は禍をもたらすものと聖徳は承知していたと『伝暦』に記されるが、、江戸時代の浅井了意『聖徳太子伝暦備講』では、さらにその時代の漁師はもし網にかかっても逃がす風習であると解説する。聖徳太子は、近江国の人魚が出現したことを凶兆と危ぶみ、当地に観音菩薩像を配置させたと、滋賀県願成寺の古文書では伝えるという。滋賀県の観音正寺の縁起によれば、聖徳太子が琵琶湖で人魚に出会い、前世の悪行で人魚に姿を変えられたと聞き、やはり観音像を収めて寺を建てて供養したのが寺の由来だという（観音正寺および「§人魚のミイラ」に詳述）。
摂津国より献上された人魚を聖徳太子が覧じている図が『聖徳太子絵伝』(1069年)にみえるが、日本の人魚の図像としては現存最古とされる。40もの写本が作られているが、太子が48歳のとき贈られたが、これを嫌い「これは禍のもとだから早く捨てよ」と命じたとされる。

#### 奈良時代末期
以下、『嘉元記』に記される出雲国・能登国の人魚について述べる。
ついで古い2件は、天平勝宝8歳/756年 出雲・安来浦（ヤスイの浦）に漂着し、宝亀9年/（778年）能登・珠洲岬（ススノミサキ）に出現したというもので、法隆寺の古い記録とされる『嘉元記』（貞治2年/1363年頃成立）に記載される。

### 中世

#### 平忠盛に献上
以下、『古今著聞集』所収の伊勢国の人魚について述べる。
平忠盛（1153年没）が刑部少輔を退いたのち、伊勢国別保（べつほ/べっぽう。三重県旧・安芸郡河芸町、現・津市河芸地域）に居を構えたとき、浦人たち（浦辺に住む漁師や海女など）が、3匹の異様な大きな魚を網でとらえたという。鎌倉時代中期1254年に成立した『古今著聞集』に所収された説話にくわしい
頭部は人のようだが歯が魚のように細かく"口が突き出ていて猿に似"、胴体は魚のようで、「人魚」ではなかろうか、と記される。一匹は浦人たちみんなで切り分けて食べてしまったが、特に症状や効能はあらわれず、美味だったという。

#### みちのくの人魚
(陸奥・出羽国。『吾妻鏡』『北条五代記』等所収。)
鎌倉時代より陸奥国や出羽国の浜に人魚が打ち上げられることが度々あると、同時代以降の文献にみられる。より後期の書物例では『北条五代記』（1641年刊）に記述があり、それぞれの例が戦乱か凶事の前兆だとしている。
- 文治5年（1189年）夏、（陸奥の）外の浜に打ち上げられ、藤原秀衡の息子らの滅亡の予兆。
- 建仁3年4月（1203年）、津軽の浦。源実朝が悪禅師に害される。
- 建保元年（1213年）、出羽・秋田の浦。これも当時、鎌倉殿に注進。同年、和田合戦。
- 宝治元年3月11日（1247年）、津軽の浦[注 118]。同年三浦泰村の反乱（すなわち宝治合戦頼 2015, p. 33。東北で人魚が見つかった同じ3月11日に、由比ヶ浜では海が真っ赤になり、血に変わったと取り沙汰された[18][17]。
- 宝治二年秋（1248年）、陸奥、外の浜。執権北条時頼が確認を命令[389][380]

いずれの例もほぼ『吾妻鏡』（1266年まで）や『北条九代記』（鎌倉年代記、1331年）にも記載されているが、"人魚"ではなく"大魚"・"怪魚"の扱いである。そしてこれら鎌倉時代の文献においてもやはり奥羽藤原の滅亡や和田義盛の乱などの前触れとされている。
宝治元年の例が主題になっており（『吾妻鏡』宝治元年五月二十九日の条）、四つ足を持ち、死人のよう、"手足をもち鱗が重なり、頭は魚と変わらず"などと形容されている。津軽でこの人魚（大魚）が上がった同日（あるいは先日）、由比ヶ浜の水が赤かった件については、あるいはそのとき赤潮現象が起きていたのだろうと考察される。
宝治元年の例は、『本朝年代記』（貞享元年/1684年刊）にもあるが日付が3月20日になっているので、西鶴はその記載を参観して作品に取り入れたのだと考察される。『本朝年代記』では「形は人の如し、腹に四足あり」とする。
次の小節§人魚供養札で扱う例も「みちのく」に該当するといえる。さらには江戸時代にも例があるが、それは下（§津軽藩領）で取り上げる。

#### 人魚供養札
中世において人魚が描かれた物的資料、「人魚供養札」（墨書板絵）が、秋田県井川町洲崎（すざき）遺跡（13–16世紀、鎌倉室町期）より出土している。井戸跡から見つかり、長さ80.6 cm（センチメートル）。人の顔だが髪はなく、顔以外は鱗で覆われた魚体だが、両腕と両足があり、尾びれもついている。実際の動物はおそらくアシカやアザラシなどの鰭脚類であろうと推察される。
また「アラ、ツタナヤ、テウチ、テウチニトテ候、ソワカ」（可哀そうだが、殺してしまおう、ソワカ）、「アラ、ツタナヤ、ミウチ、人ニトテ候、ソワカ（可哀そう、同じ人間なのに縛られて、ソワカ）」の添え書きが見える。現地の人が殺してしまったが、不吉な生き物をなので災いを避けるため、僧侶がソワカと祈祷するなどして供養をした、その様子が木簡に写されたものと推察されている。

#### 以降の年表
この後、鎌倉時代・室町時代にまたがる14世紀の人魚の出現例は他の史料（『嘉元記』等）に記録されている。凶兆とされたため、発見した時は鎌倉殿（鎌倉幕府）に報告する義務があり、幕府はそのつど祈祷を行ったと『北条五代記』には書かれている。
- 延慶3年4月11日（1310年）、若狭国小浜の津。国土に「目出度（めでた）」き、とされ真仙と名づけられた[412]
- 延文2年卯月3日（1357年）、伊勢國二見浦に出現。「長久なるべし」、延命寿と名づけられた[412]。一見すると見たことで「長久」がかなう瑞兆に読めるが、藤澤は"[上の例と合わせて]八尾比丘尼の長寿や二見浦の神聖に付帯せしめためでたさであって、人魚その物の瑞物である典拠となるものではない"と解説する[413]。

中世において最後の例が戦国時代の以下1例であり、安土桃山時代はなく、それ以降は江戸時代の例となる。
- 天文19年4月21日（1550年）。豊後・大野郡（おおの・の・こおり）の海で捕獲され、将軍家に献じられた。鳴き声は鹿のようで、十日ばかりで死んだ[417][380]。

#### 八百比丘尼伝説（若狭国）
八百比丘尼は、人魚や九穴の貝（あわび）等を食べたことで長寿になったと伝わる比丘尼である。
文安6年/1449年5月に若狭国より京都に現れたとされ、年齢は800歳だがその姿は15歳から16歳の様に若々しかった。そのときに1000年の寿命を使わずに死んだと伝わるので、その設定上では太古に出生した人物ということになるが（上述の通り480年に人魚を食したとされる）、その出現について記した文献は中世室町時代の『康富記』や『臥雲日件録』である。
福井県小浜市と福島県会津地方では「はっぴゃくびくに」、栃木県西方町真名子では「おびくに」、その他の地域では「やおびくに」と呼ばれる。

### 江戸時代

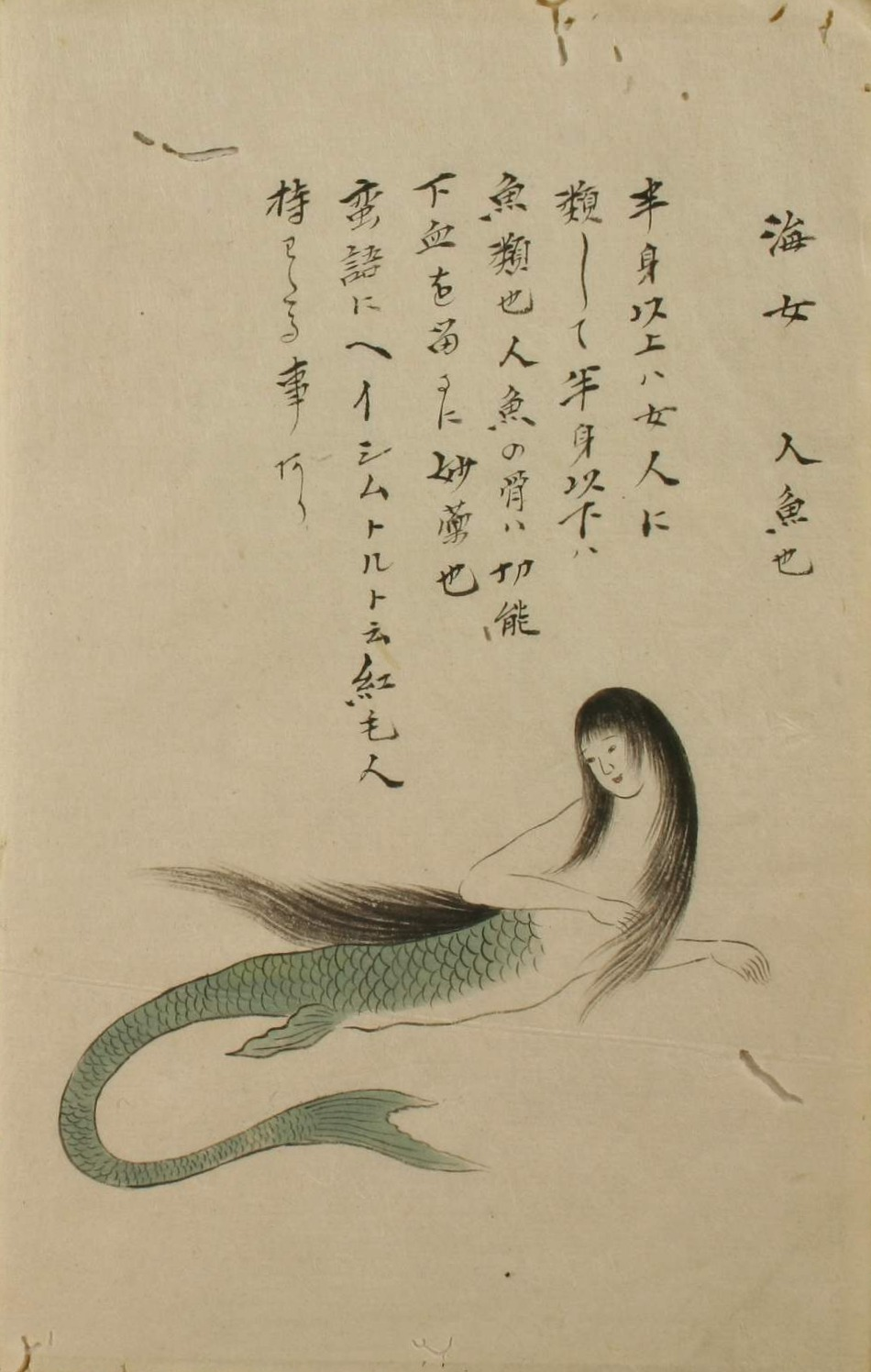
海女（人魚也）― 廣川獬『長崎聞見録抜書（ぬきがき）』。早稲田大学図書館蔵本。

江戸幕府は、1641年に《へいしむれる》（人魚の骨）をオランダ商館（東インド会社）より贈答されている（§へいしむれるの薬効を参照）。また八代将軍吉宗は享保2年（1717年）、人魚の図なども掲載されるヨンストン図譜を送られている。よってかなり早い時期に西洋の人魚の知識が江戸人には伝わっていた。

#### 甲子夜話
松浦静山『甲子夜話』によれば延享年間（1744–1748年）初頭、静山の伯父の本学院（松浦邦）と伯母の光照院が平戸（長崎県）から江戸に向かう途中、玄界灘の海女（蜑）が漁などしてるはずない沖合で、船の10間あまり先の海面に、人魚が現れたという。最初は下半身が見えず"も女容にして色青白く髪薄赤色にて長かりし"と見えたが、そのうち微笑して水に潜るとき魚尾が現れて人魚だと判明したという。

#### 長崎聞見録
時代はくだるが、廣川獬が著した『長崎聞見録』（寛政12年［1800年］刊）には「海女（人魚也）」と「海人」が画入りで連続して掲載されている。薬用の《へいしむれる》にも（カナ表記が異なっているが）触れている。

#### 西鶴

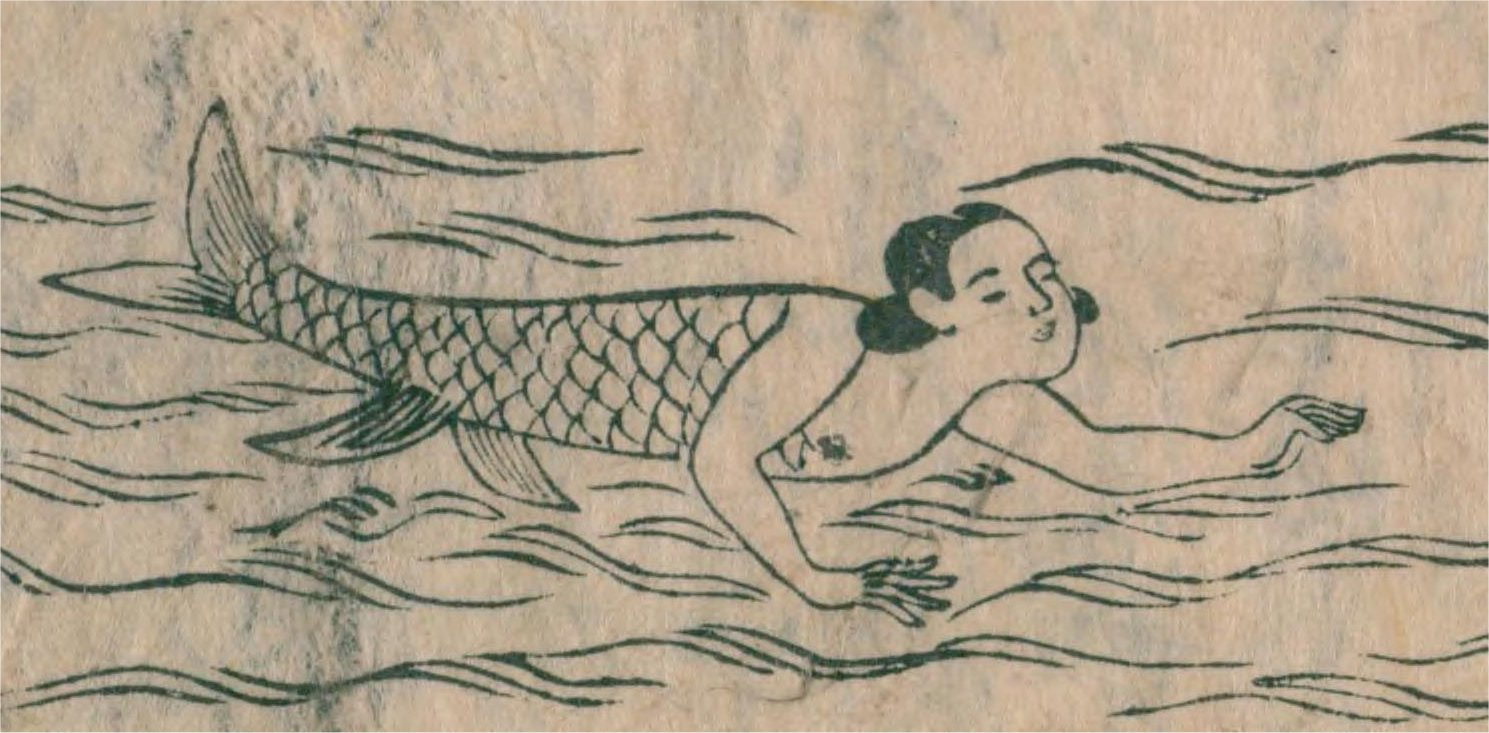
井原西鶴『武道伝来記』（1687年）挿絵

江戸時代の文学例では、井原西鶴の『武道伝来記』（貞享4年/1687年刊）が挙げられるが、その作品で世間に伝わるという、鶏冠（）をもち、下半身が金色の鱗におおわれ黄色い尾鰭をし、人魚の容姿について述べている。その声はヒバリのさえずり（ヒバリの鳥笛）のようだとされる。
文中では四肢が「瑠璃（宝玉）を延ばしたよう」であるとされているが、挿絵は食い違っていて足はなく魚の尾びれになっており、とさかも欠ける。また文中では登場人物が人魚めがけて半弓をかまえた（撃った）ことになっているが、絵では武器が鉄砲にすりかわっている。

#### 京伝

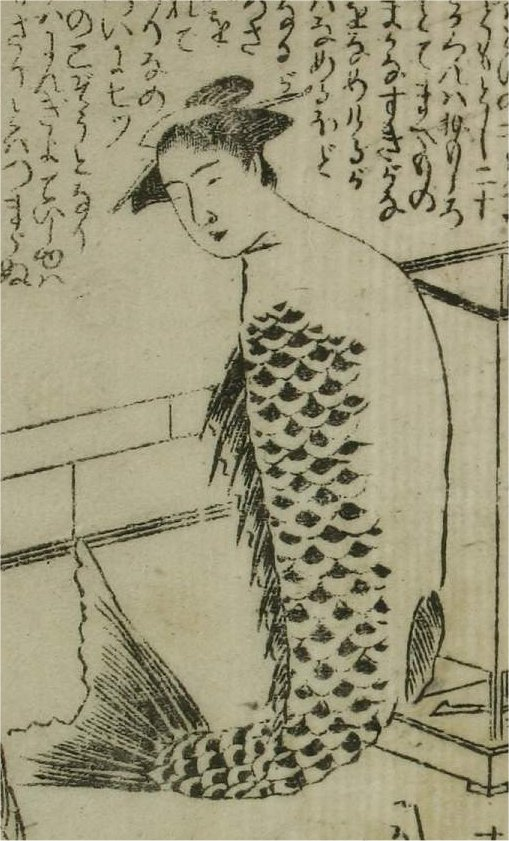
日本髪の人魚。腕はない。―山東京伝 『箱入娘面屋人魚』（1791年）

山東京伝『箱入娘面屋人魚（はこいりむすめ めんやにんぎょう）』（1791年）にも人魚が登場するが、これは龍宮で乙姫の男妾として飼われている浦島太郎が魚のお鯉と浮気をして人面魚体の娘をもうけるというコメディーである。捨てられた娘は江戸の釣船屋・平次に拾われ同棲し、暮らしのために身売りして花魁となるが失敗する。だが人魚を舐めれば長寿を授かるという知恵をもらい、「寿命の薬、人魚御なめ所」を開業した平次は大金を得、晴れて夫婦になろうと浮かれて妻を舐めすぎ七歳児に若返ってしまう。そこを浦島太郎が現れ、玉手箱を使ってちょうどいい年ごろに戻す。人魚も魚の部分がするりと抜けて普通の手足の女性に変身。平次は抜け殻も売り払いちゃっかりもうけを得る。

#### 絵本小夜時雨

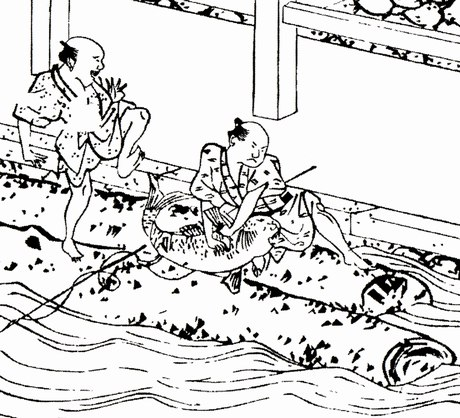
『絵本小夜時雨』二
「浪華東堀に異魚を釣」

江戸時代の古書『絵本小夜時雨』の二「浪華東堀に異魚を釣」に記述がある。寛政12年（1800年）、大阪西堀平野町の浜で釣り上げられたとされる体長約3尺（約90センチメートル）の怪魚。同書では人魚の一種とされるが、多くの伝承上の人魚と異なり人間状の上半身はなく、人に似た顔を持つ魚であり、ボラに似た鱗を持ち、人間の幼児のような声をあげたという。水木しげるの著書には「髪魚（はつぎょ）」として載っている。

#### 漢学・蘭学の影響
日本における「人魚」は、本来は「人面魚」的な体形が主流だったのが、西洋の影響をうけて下半身が魚と言うイメージが江戸時代後期（18世紀後半以降）頃に定着した、という説がある。これは大槻玄沢（『六物新志』、1786年）がヨハネス・ヨンストンの博物誌など洋書（蘭書）による人魚の説明や画像を紹介したことが大きいとされている。
18世紀までの本草学書貝原益軒『大和本草』（1709年）や類書のたぐいである寺島良安『和漢三才図会』（1712年）における人魚の記述は、むろん漢籍にも頼っているが、いずれもペイシェ＝ムリェール（ガリシア語: peixe muller、§へいしむれるの薬効参照）について述べている以上、洋学の情報源を参考にしていることになる。中国でも、たとえば明代後期にはフェルビースト（南懐仁）『坤輿外紀』（あるいは『坤輿全図』、『坤輿図説』）が中国語で書かれ、ヨーロッパで人魚の骨を薬用とすることが記述されていた。
17–18世紀の大衆本（西鶴の戯作や京伝の黄表紙）をみると人魚の図像は、腕のある人魚のタイプ（右図：『竜宮羶鉢木（たつのみやこなまぐさはちのき）』、『南総里見八犬伝』参照）と、首だけが人間の人面魚タイプ（上掲図：『箱入娘面屋人魚』参照）が混在しているが、前者は中国伝説上（山海経等）の陵魚（鯪魚）、後者は赤鱬に倣ったものであるという旨の説明が藤沢衛彦等によって打ち出されている。ただしこれは言葉端折りともいうべきで、そのままでは正しい説明になっていない。というのは、藤沢が指摘するように、漢籍（山海経）の鯪魚は四つ足の生物で、これを二手無足の生物として挿絵したのは良安の『和漢三才図会』なのである。そして『和漢三才図会』はこの人魚/鯪魚のほか、中国でも二手無足（半人半魚）とされる氐人（）も掲載されている。

#### 津軽藩領

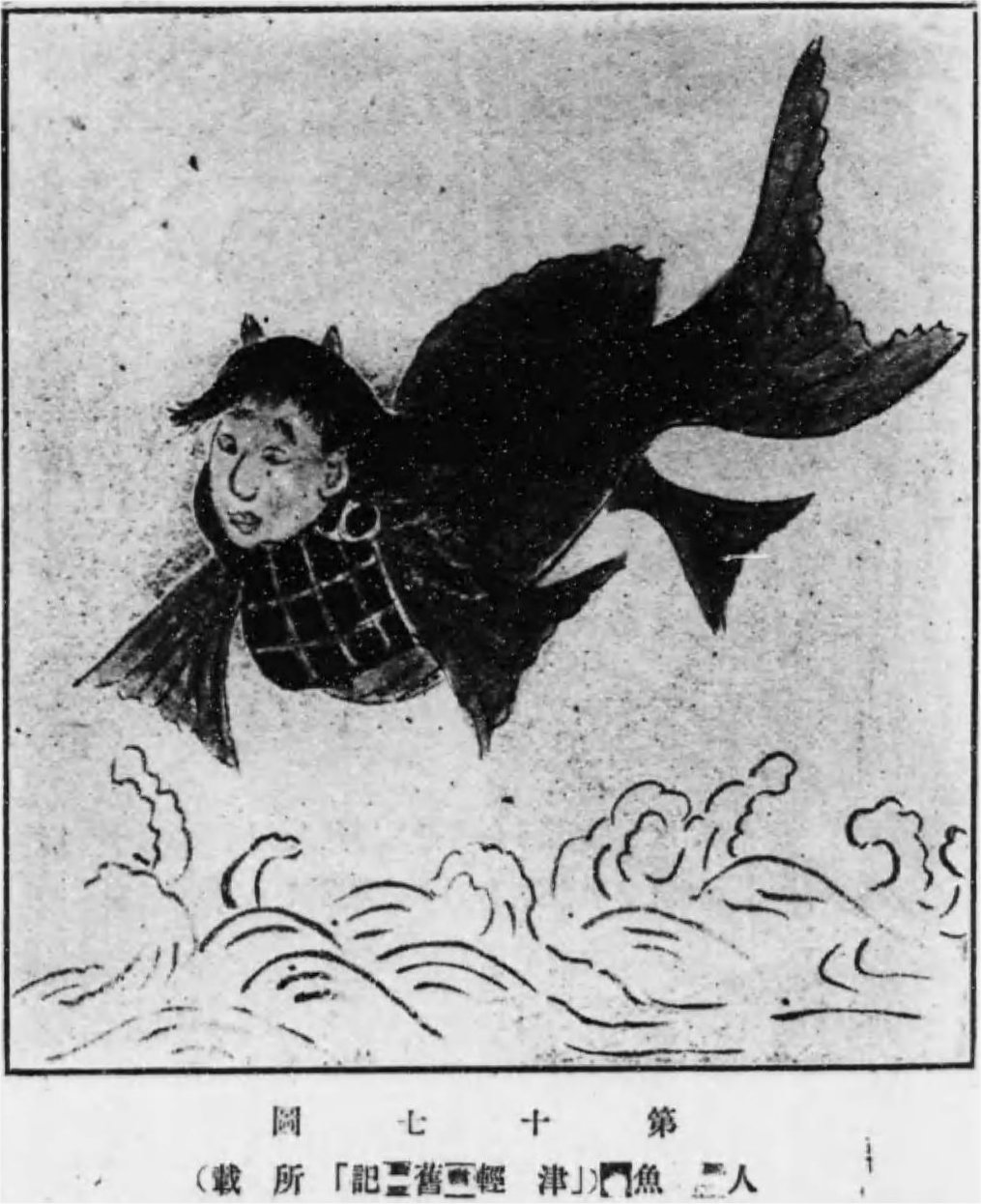
人魚—『津軽旧記』

時代は前後してしまうが、津軽藩領では17世紀と18世紀に目撃例がある。後者の宝暦年間に捕れたという人魚は画に描かれているが、その昔ある弟子僧が溺れたという故事にかこつけており、画では僧侶の袈裟のようなものを掛けている（以下詳述）。
元禄元年（1688年）７月20日、野内浦（のうちのうら）で人魚が捕獲されたと記される（『津軽一統志』）。
宝暦9年（1759年）卯の三月、石崎村湊で「此の形」（すなわち左図）のような魚が捕獲されたと報告された（『津軽藩旧記伝類』引?『津軽日記』/『津軽家編覧日記』）。その百年前に"藤光寺の弟子坊主"が（津軽海峡をわたって）松前藩をめざしたとき、船から落ちた故事があるという。このことにかこつけて、話を大きくしたものだと、詮議の結果、判明した。そして同様の記述/画は『三橋日記』の宝暦7年（1757年）の条にみつかり、「輪袈裟」のようなものを掛けていることが指摘される。"薄黒い異形の魚"だったと形容されている。『平山日記』の宝暦9年の条には「石崎村海之人面魚出諸人見物ニ行」"という記述もある。

#### 男の人魚
日本の人魚はヨーロッパの影響や、一説には仏教（竜王の娘の竜女伝説）の影響を受け、女性とする傾向が次第に強くなった。しかし、「男の人魚」が図解された例も、江戸期からみつかってはいる。
「御画 男人魚（おんが おとこにんぎょ）」と題し、弘前藩の若殿が書き写したという図が残されている。これもすなわち上節のように津軽藩に関するものであるが、母君に見せて長寿を願ったものだと記される。
「阿蘭陀渡り人魚の図」という瓦版もあり、絵の人魚の容貌は老爺のようであるが、文章においては"髪は紅毛、手は猿のようで、水かきがあり、形は蛇のごとし。食せば長寿は百歳を越し、見ただけでも無病延命の効があるという（現代語訳）"、としている。

#### 越中の人魚（海雷）
文化2年（1805年）「人魚図。一名海雷」と題する瓦版（右図上段）によれば、この年の五月、越中国放生淵四方浦に大型の人魚が現れた。全長は三丈五尺（約10.6メートル）。頭が長髪の若い女だが、金色の角が二本生えている。頭以下は魚体で、脇腹の鱗の間に3つ目がついている。尾は鯉のそれに似る、と瓦版に書かれる。絵図では人魚の片側しか書かれないが、胴体の両側面に3つずつ目がついているものと本文にある。体に目がついているというのは、同じ越中国に出現したとされる予言獣「件（くだん）」に共通しており、関連性が指摘される。
人々は怖れをなしたか、450丁もの銃で撃ちとめたとしたといわれる。ところが、「此魚を一度見る人、寿命長久し悪事災難をのがれ福徳を得る」とこの瓦版では付記されているのが注目に値する。
同じ人魚についての記載は、石塚豊芥子『街談文々集要』にもみつかり、場所を"放条津四形の浜（異聞に余潟浜）"としているが、三丈五尺の人魚が、日に二、三度出現し、漁を台無しにするうえ、漁村では火災が起きるので領主が鉄砲隊を向かわせた、と退治の理由を述べている。自分が模写した絵（右図下段左）は、街で売られていた彩色の摺物と大同小異で、そちらの人魚は"般若面のごとく、鰭に唐草のごとき紋あり、横腹左右ニ眼三づつあり"のものだった。般若面の色刷りとは「人魚図」の瓦版が"それではないかと推測される"。しかしながら加賀藩屋敷からはそのような事が起きたという話はいっこうに聞こえてこないので、虚偽の報道であろうとしている。
『街談文々集要』の素描は、後述する「姫魚」に似るという。また、体が金色に彩色された模写絵も現存するが（湯本豪一記念日本妖怪博物館蔵）、越中の三丈五尺六寸という「悪魚図」である。

#### 肥前に竜宮の使い
時代はくだるが、文政2年(1819年)、肥前国に竜宮の御使いとして神社姫、または金色の「姫魚」が現れたとされる。絵には、背に宝珠が三つあり、三刃の剣型の尾鰭をしている。除難の予言獣の一種である。

#### 梅園魚譜
毛利元寿（）『梅園魚譜』（文政8年/1825年）にみられる極彩色の人魚の図は、魚の尾などをつぎあわせて工作された「剥製」（§人魚のミイラ）を描写したものであると考察される。

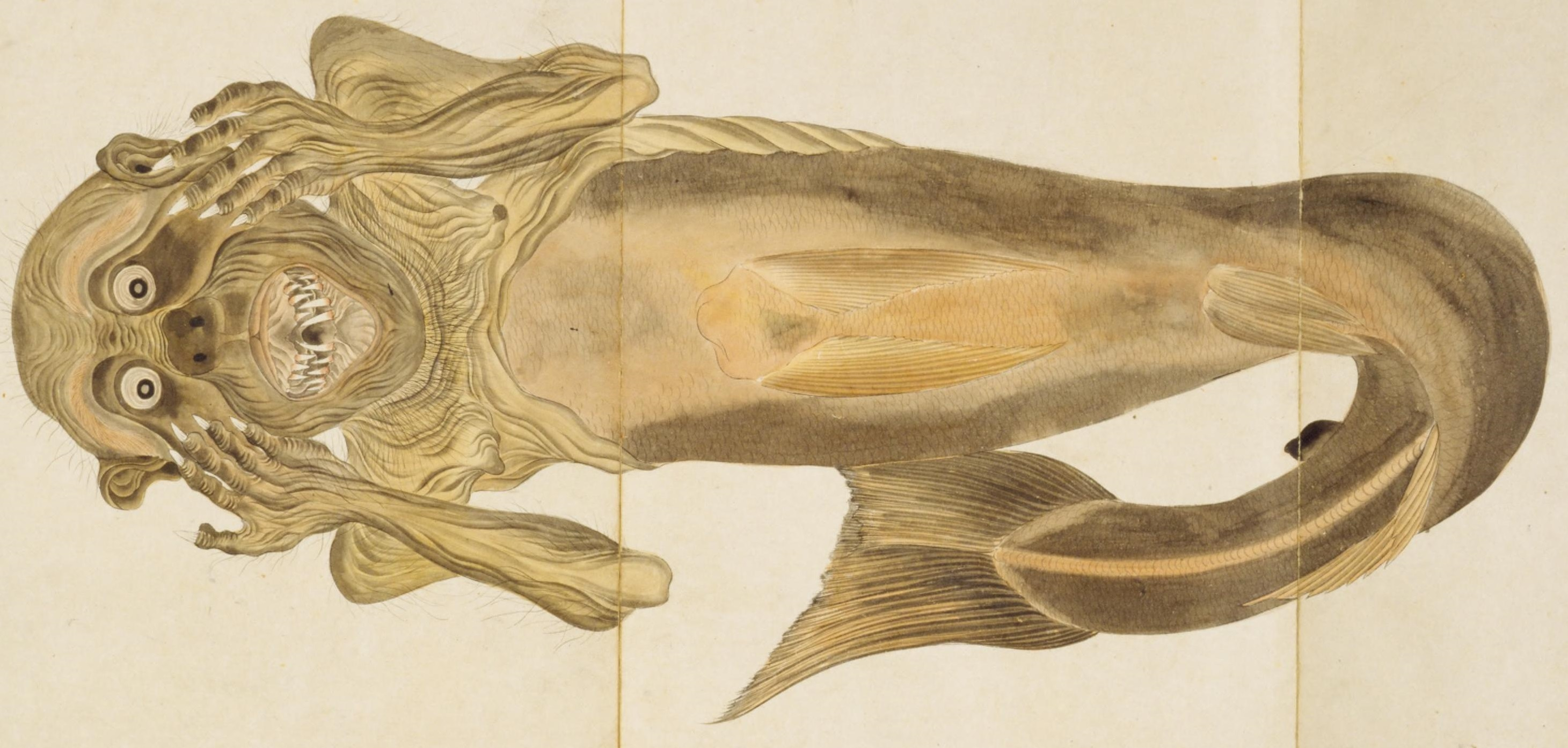
人魚の肉筆画（正面図）―『梅園魚譜』

こうした剥製を模した別例に松森胤保によるスケッチ（安政3年/1856年）が挙げられる。

### 凶兆・瑞兆
上述のように、『聖徳太子伝暦』（伝・10世紀初頭）では人魚を不吉の象徴とみており、『聖徳太子絵伝』でも災いとして人魚の献上物を捨てさせている。人魚が恐れられたのは、一説によれば、中国の『山海経』に登場する、赤子のような声と脚を持つ人魚の描写が影響していると考察される。
日本各地に伝わる人魚伝説に、人魚を凶兆とみなす例はほかにもあり、江戸期の『諸国里人談』によると、若狭国（現・福井県南部）で漁師が岩の上に寝ていた人魚を殺した後、その村では海鳴りや大地震が頻発し、人魚の祟りと恐れられたという。
一方では吉兆との説もあり、貞応元年（1222年）に博多津に人魚が出現した際には国家長久の瑞兆と占われた。江戸期になると、寿命長久や災難避けとしても崇められたこともある（§予言獣参照）。聖徳太子伝説においても、江戸期の注釈書によれば太子が「瑞祥」であると諭したことになっている。

### 予言獣
江戸時代に災害を予言し、自分の図絵でもって除災せよと教示したと伝わるアマビエや件など予言獣は、その典型例に、人魚も含まれるとされる（湯本豪一による研究比較） 。
予言する「人魚」の例としては、嘉永2年（1849年）の町人日記の記載（摺物によるものかと推察）がある。
しかし、人魚以外の予言獣も、人魚や類種や一類型として考察される。肥後国で疫病の流行を予言したアマビエ（弘化3/1846年）も「くちばしを持った人魚のような」容姿だと形容されており、神社姫・姫魚（文政2/1819年）も「人魚に近い幻獣」や、人魚の一種と解説される。

### 日本各地

#### アイヌソッキ
アイヌ民話で北海道の内浦湾に住むと伝えられる人魚によく似た伝説の生物。八百比丘尼の伝説と同様、この生物の肉を食べると長寿を保つことができるという。文献によっては、アイヌソッキを人魚の別名とする。

#### 沖縄・奄美大島
沖縄県石垣島でも明和の大津波を予言したザン（ジュゴンのこと）の伝承がある。
また、鹿児島県奄美大島の『南島雑話』に人魚の絵が記されている。人魚と記載されてはいるが、外見はヒトのように2本の足を持つ。打ちあげられたまま放置され、数か月後に腐乱したとある。

## 人魚のミイラ
日本各地では、人魚のミイラあるいは剥製と称して猿の頭・胸部に魚類の胴体・尾を継ぎ合わせたものが、西洋向けの土産品として作成されていた。魚はスズキ型の種類が選ばれている。中国広東州でも、コイ科の魚や他種を合成して巧みに人魚が作成された。
また、人魚のミイラか剥製、また体の一部を保存したと称する物品が、日本各地に伝えられているが、科学的な調査は進んでいない。
- 滋賀県願成寺の美人尼僧に男性タイプの人魚が懸想して人間に化けて通うが、ミイラにされてしまう。この時のミイラは1993年に焼失[376]。
- 和歌山県橋本市、高野山の麓、西光寺の学文路苅萱堂（）には全長約50 cm の人魚のミイラがあり、不老長寿や無病息災を願う人々の信仰の対象となっている。2009年3月、和歌山県有形民俗文化財に指定される。伝説の生物が都道府県の文化財に指定されるのはこれが初[497]。
- 博多津に人魚が出現した際には国家長久の瑞兆と占われ、人魚は龍宮寺（博多区）に埋葬された。龍宮寺には今も人魚の骨が伝えられている[498]。
- 岡山県浅口市の圓珠院には「人魚干物」と記された全長約30 cm 人魚のミイラがあり[499]、倉敷芸術科学大学や倉敷市立自然史博物館のグループが調査したところ、上半身は紙や布、下半身にはニベ科の魚を使用し1800年代後半に見世物として製作され、寺に持ち込まれたと推測された[496]。

### 海外の和製ミイラ
いわゆる「フィジーの人魚」という人魚のミイラが有名である。これは、そもそも日本人が作成した偽造標本とされる。アメリカの捕鯨船の某船長が5000米ドルでバタビアで買いつけ、ロンドンで展示会を開催（1822年）するも不発に終わる。セント・ジェームス街にあったターフ・コーヒー＝ハウスという店で展示されており、ジョージ・クルックシャンクが人魚の銅版画を発表している。1842年に標本はアメリカに渡り、興行師P・T・バーナムの見世物となって名声を博した。この標本はおそらく焼失してしまっており、鑑定不能である。
現存するピーボディ考古学・民族学博物館蔵の「フィジーの人魚」は、形態も異なる別の物品であるが、同博物館によればこの物品の頭と体幹部分はパピエ＝マシェ（張り子）製だという。
大英博物館蔵の人魚のミイラ（「マーマン」、あるいは「マーメイド」）はサルの上半身と魚類の尾を継ぎ合わせたものと鑑定されているが、これもコノート公爵アーサーが、日本の有末清二郎（ありすえ・せいじろう）という人物から入手している。

## アジアの人魚
日中以外のアジア地域にも人魚の伝承はある。

### 浪奸物語
高句麗の都・平壌に伝わる人魚伝説。あるとき李鏡殊（イ・ジンスウ）という漁夫が龍宮へ行って1日を遊ぶ。帰るときに、食すると不老長寿になるという人魚をもらった。訝った李鏡殊は食べずに隠しておいたが、娘の浪奸（ナンガン）がそれを食べてしまう。彼女は類い稀な変わらぬ美貌を得たが、結婚や子宝には恵まれなかった。300歳のとき、牡丹峰に登り、そのまま行方不明となった。
この朝鮮の浪奸（ろうかん）伝説が日本に伝搬し、八百比丘尼説話の元になったのではないかという説がある

### シンジキ（シンジケ）
全羅南道の巨文島（コムンド）の人魚。色白で長い黒髪を持つ。絶壁に石をぶつけたり音を立てたりして暗礁への座礁を警告してくれる、あるいは台風から救ってくれるという伝説がある。

### タクラハ
台湾のサオ族の伝説。日月潭に住んでいる人魚。

### 魚王の養女
フィリピンの民話。ファナとファンという夫婦がいた。子を宿したファナがサバヒー（英語でミルクフィッシュ）を食べたがるのでファンは毎日漁に出た。ある日、サバヒーが釣れなくて悲嘆にくれるファンに、サバヒーの王(異本：「魚たちの王」）は取引を持ち掛ける。毎日サバヒーを届けるが、生まれた子が7歳になったらサバヒーの国に連れていくという条件だ。―取引成立。ファンは毎日サバヒーの豊漁に恵まれ、女の子が無事生まれた。マリアと名付けられた娘は7歳になったが、ファンは所詮魚との約束、と反古にしてしまう。マリアには海に近付かないよう言い聞かせた。ところが、村の外から来た船が入港すると、好奇心に負けたマリアは海に近付き、そのまま高波に飲まれて行方不明となる。何年か後、その付近に人魚が現れる（レイテ州ヒロンゴス市の伝承）。異本：長らく娘をひとめ海辺で見かけようとしていた夫婦は、ついにある月夜、黒髪の女性だが下半身はミルクフィッシュの姿を目撃し、娘であると確信した（「人魚」、セブ州・ボホール州の伝承）。

### スワンナマッチャ
タイ語をはじめとする東南アジアのラーマーヤナ版に登場する。
土手道を作っていたハヌマーンは、水中で人魚に邪魔されていることに気づく。シーターが誘拐されたとき、彼女の夫ラーマは彼女を救出するためにハヌマーンに協力を求める。
ハヌマーンはシータがランカ島に囚われていることを知る。彼は彼女の夫であるラーマに報告し、ラーマの軍隊が攻撃できるようにインドからスリランカへの土手道を作るように命じられる。ハヌマーンはヴァナラの一団を集め、土手道の土台を作るために巨大な岩を海に投げ込み始める。
数日後、彼らは何かがおかしいことに気づき、ハヌマーンを呼んで報告させます。彼らはハヌマーンに、毎日海に石を投げ入れても、翌日には石がなくなっていることを告げる。
ハヌマーンは志願者を募り、他の志願者には海に石を投げ続けるよう指示する。何人かの志願者が名乗りを上げると、ハヌマーンは彼らを波の中に連れて行く。すると、海中にたくさんの人魚がいた。見ていると、新しい石が投げ込まれる。海中に住む人魚たちはその石を取り、持ち去る。
ハヌマーンは人魚たちのリーダーを探す。ハヌマーンは他の人魚たちを監督している美しい人魚を見つける。ハヌマーンは人魚に向かって泳ぐが、人魚は巧みに避ける。ハヌマーンは何度も攻撃を仕掛けるが、何事もなく終わる。
ハヌマーンは、自分がこの生き物に恋をしていることに気づく。ハヌマーンは戦術を変え、彼女を静かに口説き始める。彼女は彼に応え、やがて二人は海の底で一緒になる。
その後、ハヌマーンは人魚に石を盗む理由を尋ねる。人魚は、自分がラーヴァナ（シータを誘拐した悪魔）の娘であるスヴァンナマチャであることを告げる。ハヌマーンのヴァナラスが土手道を作っているのを見たラーヴァナは、それを止めるようスヴァンナマッカに指示する。ハヌマーンは人魚に土手道を作る理由を話す。シータの誘拐、ラーマとその父ラーヴァナとの戦い、そしてランカに到達するために橋を架け始めた理由を。
スヴァンナマチャはハヌマーンに向き直り、海中の人魚たちが、盗んだ石をすべて土手道に戻してくれるから、もうこれ以上、ハヌマーンの任務完了を妨げない、と告げる。その目は愛で満たされていた。
二人は恋人同士のように別れたが、これで終わりではなかった。ハヌマーンはスヴァンナマチャに種を残し、すぐに彼女は息子マッカヌを産んだ。

## オセアニアの人魚

### シレナ
グアム島に伝わる人魚伝説。詳細は「シレナ」の項目参照。
シレナという若い娘が、母に雑用を言いつけられる。初めは精を出して取り組むが、すぐに冷たい水に飛び込み、それを投げ出してしまった。シレナは雑用を終えることなく、一日は過ぎ去った。母は怒りと欲求不満にまかせてシレナに宣告した。「そんなに水が好きなら魚にでもなっておしまい！」それを聞いていた名付け親は、せめて下半分だけ、と呪いを軽減した。誕生したばかりの人魚は外洋へ泳ぎ去り、グアムに戻ることはなかった。

### パプアニューギニアの人魚
パプアニューギニアのニューアイルランド島東海岸に住むナケラ族の伝承と民間信仰に登場する。人類学者のロイ・ワグナーは、1960年代から70年代にかけてパプアニューギニアで現地文化に関する聞き取り調査を行った。そのなかでリ(ri, Ri)と呼ばれる生き物の話を大量に採取した。リは空気を呼吸し、ヒトの頭部・腕・生殖器と魚の下半身（一対の鰭）を持つという。"Ilkai", "Pishmeri"はこの動物の別名である。マングローブの端や海辺に生息する。美しい音楽を奏でるともいう。

### ニュージーランドの人魚
マオリ族の民間信仰に登場する女性タイプの海の精。リー(Ri)と呼ばれる。

## 中南米の人魚

### イアラとイプピアラ
現代ブラジルの伝説では、イアラは、河川に棲むという美女で、男を誘惑するが、特に漁師がその犠牲になり水の奥底に引きずりこまれると言われる。
外観については、本来のイアラは浅黒い肌と黒髪、黒い目をした、熱帯アメリカの気象にあった女性の姿だったという説がある。しかし19世紀にはイアラは金髪に淡色眼（青や緑の瞳）や、緑色の髪であるようにロマン主義作家の詩に描写された。19世紀半ばより古い碧眼金髪の描写はみられない、とカマラ・カスクードも考察する。ただ、近年の解説では一般的である。
イアラ伝説は、18世紀頃、先住民のトゥピナンバ族に伝わる水魔イプピアラ（ポルトガル語: Ipupiara）の伝承をもとに形成されたと考察されている。イプピアラは、本来は男性（雄）のみの魚人で、漁師を水底に引きずり込み、口、鼻、指先、性器を食らうのだと言われた。この水魔イプピアラの他にも大蛇コブラ＝グランデやモウラ・エンカンターダ（魅惑的なモーロ人/黒人女）の要素も取り込まれているとカマラ・カスクードは主張しており、当然、ヨーロッパの伝説の習合もあった。
大航海時代になるとヨーロッパの書物等によって伝搬されたが、そこでポルトガル人等の手によってイプピアーラの女性化がおきた。ガンダヴォ（1576年)は、人間の女性のような乳房をした怪物の図を掲載し、イエズス会宣教師カルディム（1584年）は、女性（雌）もいるとして、長髪の人間の女性のようだと述べている。これはキリスト教圏の悪女観が影響していると考察される。
さらにアフリカ人奴隷が移入された時代になると、ヨルバ人の神話におけるイエマンジャー女神（葡: Iemanjá; ヨルバ語: Yemọja）の要素が加わった。

### アラモア
アラモア(Alamoa）はブラジル南東のフェルナンド・デ・ノローニャ島嶼では有名な伝説である。半裸の女性で、夜になると男性を誘惑し、うっかりおびき寄せられると、ピコの丘のたもとまでやってきて、崖っぷちから転落してしまう。近年の解説では金髪碧眼の美しい白人女（linda mulher branca）と解説され。確かに Alamoa は、alemão （もとは"ドイツ女"の意で今は俗に"金髪の肌の白い女"を指す）のより古い語形である。だが、より昔の伝承では褐色（フォルバス、ポルトガル語: fulva）な肌の女性で、白いドレスを身に着ける、とフランシスコ・アウグスト・ペレイラ・ダ・コスタ（1923年没）が所収した詩にも歌われている。ある語りによると、金曜の夜になると、ピコの岩が割れて光線を放ち、続いてアラモアが現れ、男性を誘惑する。しかしのこのことついていくと、髑髏 とつながった骸骨の姿に変わり、その者は失踪者となるが、ときおり恐怖の声が漏れてくるという. アラモアは水底の宮殿も持つ。これら特色（光、頭蓋骨、宮殿）はオランダの人魚伝承には遡れない要素であるが、アラモアは概して言えばオランダ人魚の類似が色濃いとされる。

### リバーマンマ(River Mumma)
ジャマイカに伝わる川の人魚の女性。
すべての魚はリバーマンマの子であると伝えられる。長い黒い髪をとかしている姿が目撃されるというが、近づいてはならない。リバーマンマは、足首をつかみ川に引きずり込もうとする、反対に彼女を捕まえようとすると川の魚は消え、川が干上がってしまうと言う人もいる。青く静かな水がたたえられている深い川の、ヤシ、シダ、植物のつるで覆われた場所に棲むが、その川の底には黄金のテーブルが隠されている。これは、スペイン人が金を求めて旅をしたとき、純金でできたこのテーブルを残したもので、リバーマンマはそのテーブルを守っている。しかし、炎天下の暑い日の正午頃に、黄金のテーブルがゆっくりと水面に浮かび上がり、見えることがあるという。

## アフリカの人魚

### 人魚を釣った男
マダガスカルの民話。以下に述べるのはマジュンガ州ソフィア地域圏アンツォヒヒに伝わる話として川崎奈月が採話したもの。
ブトゥという貧しい漁師が、ある日川で美人の人魚を捕らえる。人魚は、ブトゥが妻を欲しがっていたのを知っていて、そのために彼の網に入ったのだという。人魚は人間の姿に変身すると、自分の正体を秘密にするという条件でブトゥの妻になった。人魚は不思議な力を持っており、ブトゥの生活は楽になった。ところがある日、ブトゥは酔った勢いで妻の正体を明かしてしまう。妻は不思議な力でブトゥの家を以前のみすぼらしいものに戻し、川に帰ってしまった。翌朝、酔いがさめたブトゥがどんなに後悔してももはや手遅れであった。

### イェモジャ

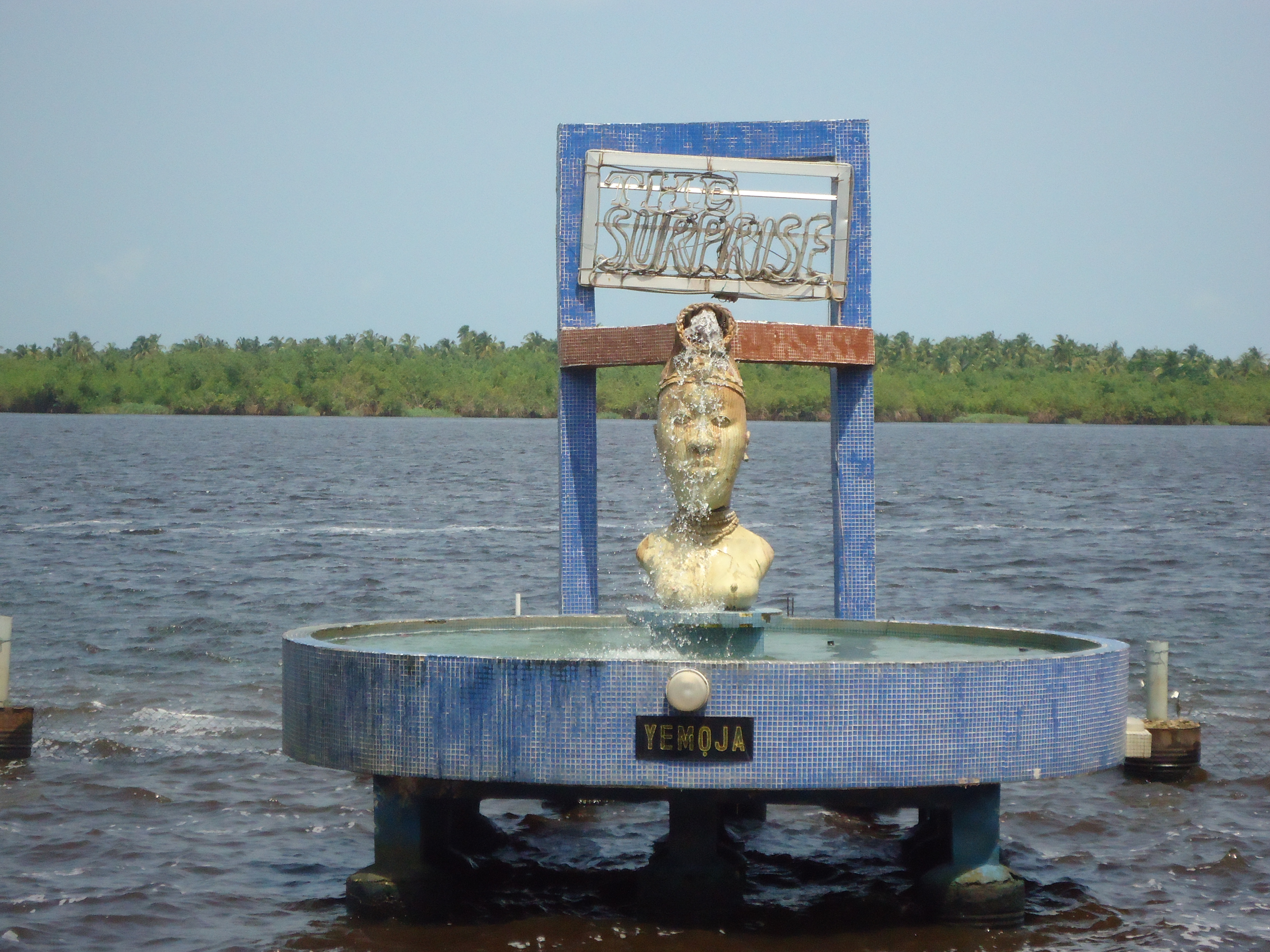
イエモジャ像、ナイジェリア

イェモジャ (Yemọja also: Yemaja, Yemanjá, Yemoyá, Yemayá; 他の言語では様々な翻字がある) イェモジャはヨルバ族の宗教における主要な水の精霊である。彼女はすべてのオリシャの母であり、また人類の母でもある。彼女はオリシャであり、この場合、川（特にナイジェリアのオグン川）と、キューバとブラジルのオリシャの宗教における海の守護神である。彼女は、アフリカ系キューバ人ディアスポラにおけるレグラの聖母、またはカトリック教会における他の様々な聖母マリア像と習合されることが多く、この慣習は大西洋横断奴隷貿易の時代に生まれた。イェモジャは母性的で保護力が強く、すべての子供たちを深く世話し、慰め、悲しみを洗い流すと言われている。彼女は女性の不妊症を治すことができると言われており、タカラガイは彼女の富を象徴している。彼女は簡単に癇癪を起こすことはないが、怒れると、荒れ狂う川の洪水のように、非常に破壊的で暴力的になることがある。
イェモジャは多くの信者によって人魚として描かれることが多く、一部のディアスポラ・コミュニティでは水、女性の神秘、そして月と関連付けられています。彼女は女性の守護神であり、子育て、子どもの安全、愛、そして癒しなど、女性に関するあらゆるものを司っています。神話によると、彼女の羊水が破裂した際に大洪水が発生し、川や小川が流れ、彼女の胎内から最初の人間が誕生したとされています。

## 現代美術・文学・大衆文化

### 人魚姫の像
ハンス・クリスチャン・アンデルセン作の物語である『人魚姫』を記念して作られた「人魚姫の像」は、人魚姫の物語を演じたバレエに感銘を受けた、カール・ヤコブセン（カールスバーグ醸造所創立者の息子）の要請で、彫刻家エドヴァルド・エリクセンにより1913年に制作された。そのバレエの主役を演じ、当時デンマーク王立劇場のプリマドンナであったエレン・プリースがモデルだったが（厳密には真偽不明）、彼女が裸体モデルを拒否したため頭部のみのモデルとなり、エドヴァルドの妻エリーネ・エリクセンが、首から下のモデルとなっている。アンデルセンの原作では、腰から下は魚だったはずだが、この人魚像は足首の辺りまで人間で、そこから先が魚のひれになっている。神谷敏郎によると、作者は可憐な姫を魚体にすることを不憫に思って人の脚に近い造形にしたとのこと。コペンハーゲンの港に設置されている。

### 西洋絵画

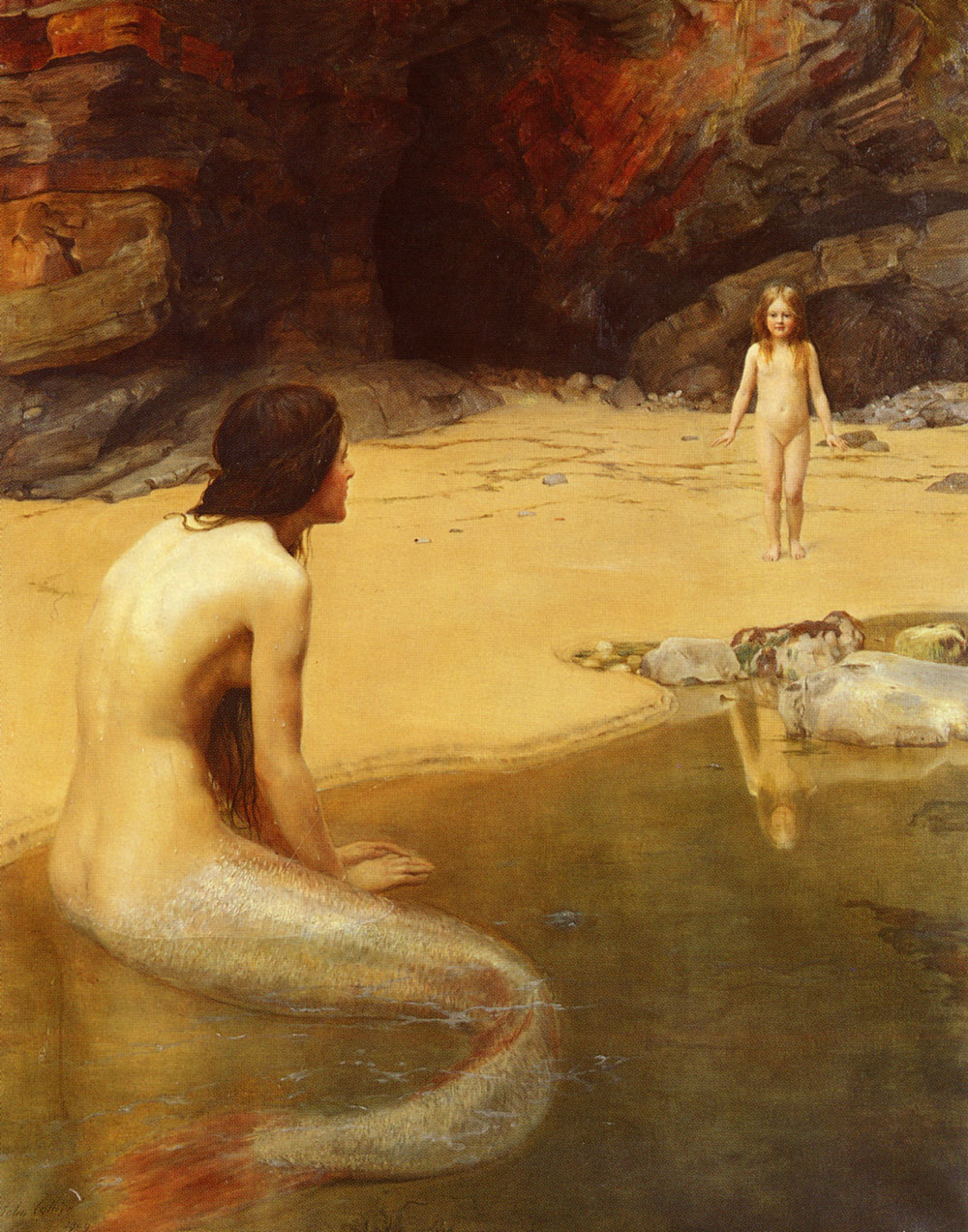
人魚と"陸の人間の子供"の遭遇―"The Land Baby" ジョン・コリア（画）、1909年。

例として19世紀英国ラファエル前派の画家ジョン・ウィリアム・ウォーターハウス『人魚』（A Mermaid, 1900/1901年、冒頭図）が挙げられるが、典型な持物である手鏡と櫛を手にし、長髪を梳く誘惑の女(temptress)のイメージで描かれている。絵の人魚は赤髪ないし赤茶髪で、これは愛の神ヴィーナスの毛並みと一致し、また人魚の手鏡や櫛もこの神の持物に由来するという論説もある（一方で、この絵の鏡には「貞淑」や「節制」の意味も込められるのだという評論もされる）。
ウォーターハウスの『セイレーン』（The Siren、1900年）も、人魚の一種として書かれているが、「男を破滅させる魔性の女（ファム・ファタール）」のアレゴリーが打ち出されてるという美術評論がされている。
ジョン・コリアの絵画『ランド・ベビー』（1909年）は、人魚とて地上の人間の幼児を初めて目にしたなら驚嘆するだろう、と人間と逆の立場に着想を得た作品である。

### 日本の文学
人魚を題材とした日本文学としては、小川未明『赤い蝋燭と人魚』が有名。現代日本ではアンデルセンの『人魚姫』が広く知られており、詩や歌詞において、叶わぬ恋や報われない愛の象徴として人魚が用いられることがある。たとえば田村英里子「虹色の涙」、岡田有希子「十月の人魚」、中山美穂「人魚姫 mermaid」など。また、太田裕美「赤いハイヒール」でも、おとぎ話の中の人魚姫が赤い靴を一度履いたら死ぬまで踊り続けると言及し主人公自身の心情と重ね合わせている。

### 漫画
Category:人魚を題材とした漫画作品を参照

### 映画
Category:人魚を題材とした映画作品を参照

### その他
パラオ共和国では1992年以降海洋生物保護の記念硬貨を発行しているが、意匠に人魚を取り入れたものもある。